# 5. Dezember
Der 5. Dezember ist der 339. Tag des gregorianischen Kalenders (der 340. in Schaltjahren), somit bleiben 26 Tage bis zum Jahresende.

## Ereignisse

### Politik und Weltgeschehen

63 v. Chr.: Ciceros Rede gegen Catilina

- 63 v. Chr.: Cicero hält die letzte seiner Reden gegen Catilina. Catos Meinungsäußerung bewirkt anschließend die Verhängung der Todesstrafe für die Verschwörer des Umsturzversuchs im Römischen Reich.
- 1082: Raimund Berengar II., einer der beiden Grafen von Barcelona, wird bei einer Jagd getötet. Die Volksmeinung hält seinen Zwillingsbruder Berengar Raimund II. für den Anstifter, weil er die Macht in Katalonien anstrebt.
- 1212: Der Staufer Friedrich II. wird in einer Nachwahl in Frankfurt am Main als römisch-deutscher König bestätigt.
- 1408: Nach der Eroberung Perejaslavls und Nischni Nowgorods erscheint der Emir Edigü mit seiner Goldenen Horde vor Moskau. Er zieht sich jedoch in der Folge nach der Zahlung von 3000 Rubel Lösegeld wieder zurück.

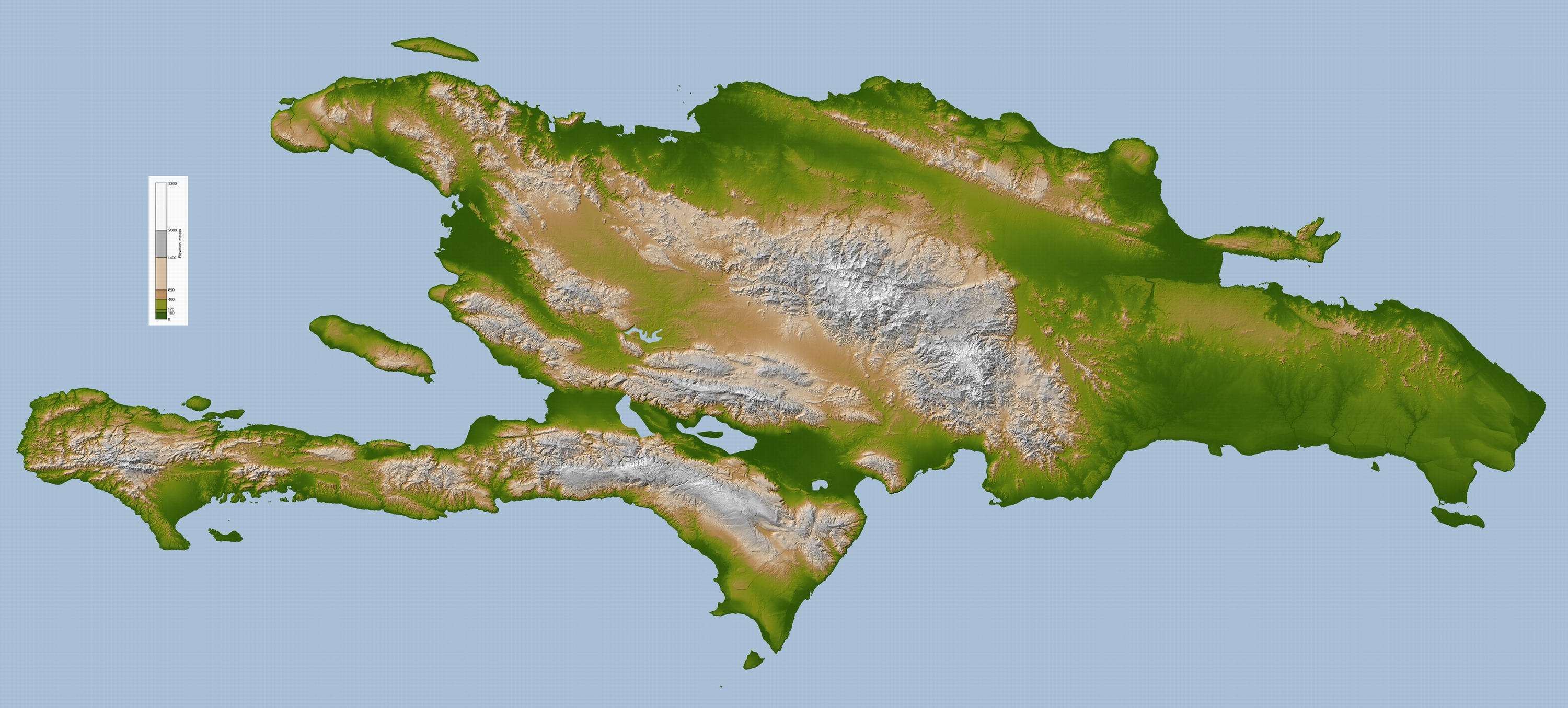
1492: Hispaniola

- 1492: Christoph Kolumbus entdeckt auf seiner ersten Reise die Karibik-Insel Hispaniola.
- 1560: Nach dem Tod des 16-jährigen Königs Franz II. wird sein 10-jähriger Bruder Karl IX. neuer Herrscher in Frankreich. Die Regierungsgeschäfte übernimmt als Vormund seine Mutter Katharina von Medici. Die verwitwete Königin Maria Stuart hat am Hof wenig Rückhalt und kehrt im August 1561 nach Schottland zurück.
- 1757: Preußische Truppen besiegen in der Schlacht von Leuthen im Siebenjährigen Krieg die fast doppelt so starken Österreicher. Letztmals kommt dabei die Schiefe Schlachtordnung als militärische Taktik zum Einsatz.

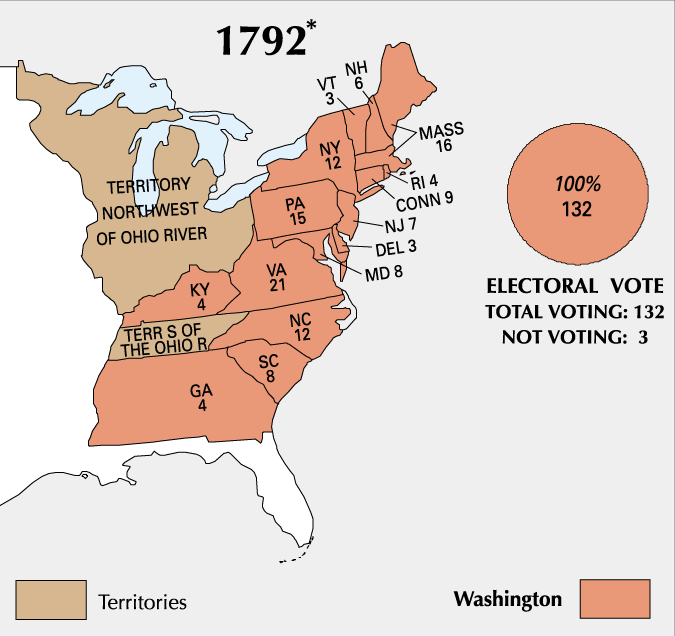
1792: Wahlmänner-
stimmen per Staat

- 1792: Bei der zweiten Präsidentschaftswahl in den Vereinigten Staaten werden George Washington als Präsident und John Adams als Vizepräsident vom Wahlmännerkollegium wiedergewählt.
- 1831: Der Aufstand der Seidenweber in Lyon wird von der französischen Armee gewaltsam niedergeschlagen. 10.000 Menschen müssen hinterher die Stadt verlassen.
- 1848: Durch eine Rede des US-Präsidenten James K. Polk vor dem US-Kongress, dass in Kalifornien tatsächlich Gold gefunden worden ist, entwickelt sich der kalifornische Goldrausch zu einer nationalen „Völkerwanderung“.
- 1848: Die ihm widerspenstige Preußische Nationalversammlung wird von König Friedrich Wilhelm IV. durch Verordnung aufgelöst. Am selben Tag erlässt der Regent die nach seinen Vorstellungen oktroyierte Verfassung.
- 1865: Nach einigen kriegerischen Zwischenfällen mit Spanien, das Ambitionen zur Rückeroberung seiner früheren Kolonien zeigt, schließen Peru und Chile ein formelles Bündnis. Der Spanisch-Südamerikanische Krieg beginnt.

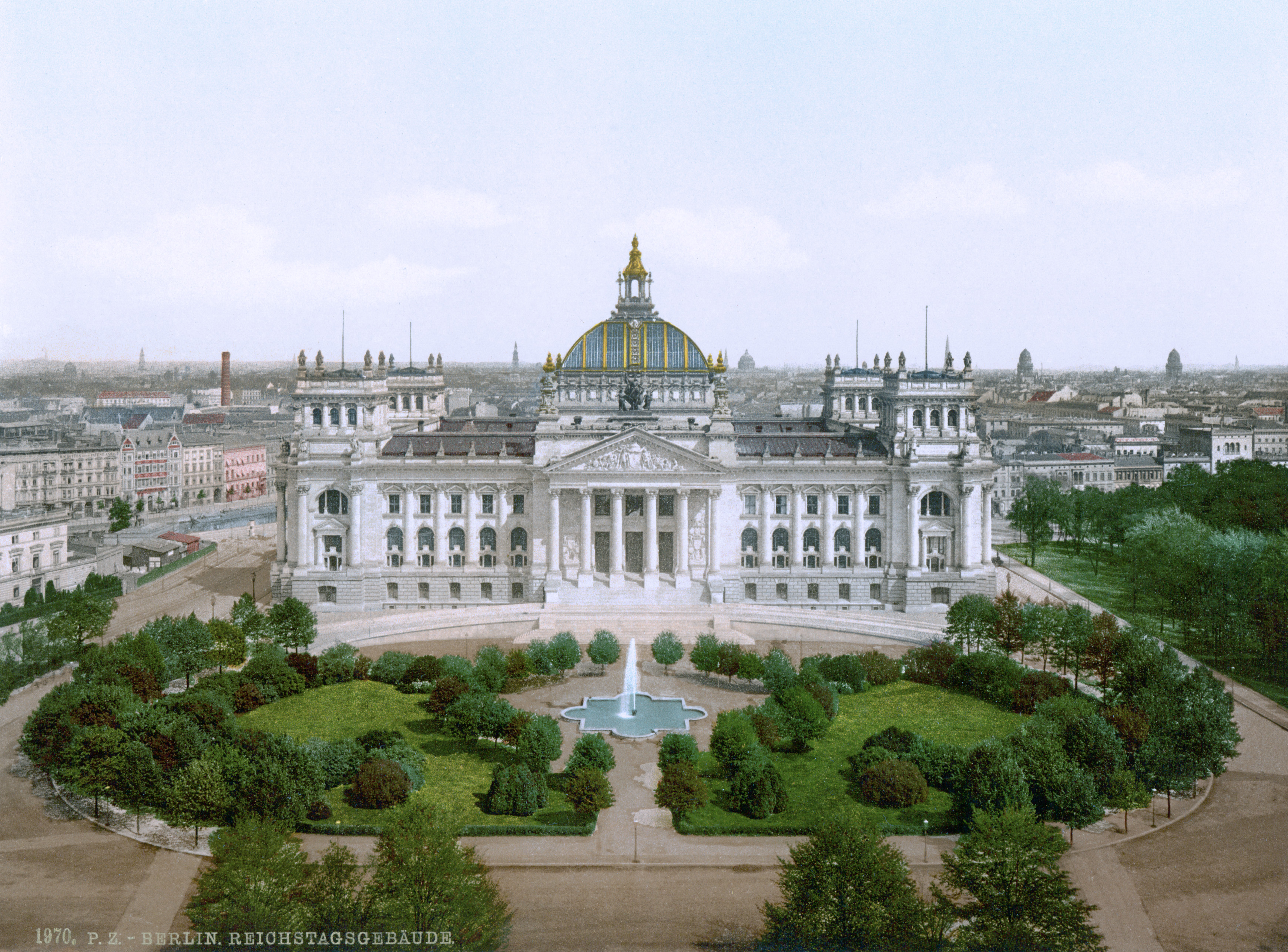
1894: Reichstagsgebäude

- 1894: In Berlin wird mit der feierlichen Schlusssteinlegung das Reichstagsgebäude seiner Bestimmung übergeben.
- 1916: Im Deutschen Reich tritt das Gesetz über den vaterländischen Hilfsdienst in Kraft. Damit können alle Männer, die nicht zur Armee eingezogen worden sind oder in einem Agrar- oder Forstbetrieb arbeiten, verpflichtet werden, in einem kriegswichtigen Betrieb zu arbeiten.
- 1916: Der britische Premierminister Herbert Henry Asquith tritt von seinem Amt zurück und geht mit seinen liberalen Anhängern in die Opposition. Zwei Tage später wird David Lloyd George sein Nachfolger als Chef einer neuen Koalitionsregierung.
- 1917: Sidónio Pais putscht sich in Portugal an die Macht. Präsident Bernardino Machado weigert sich, sein Amt zu übergeben und wird vorübergehend inhaftiert.
- 1931: Die Christ-Erlöser-Kathedrale in Moskau wird auf Josef Stalins Anordnung  zerstört.
- 1933: Das seit 1919 bestehende Alkoholverbot in den USA endet bundesrechtlich durch die Ratifizierung des 21. Zusatzartikels zur Verfassung der Vereinigten Staaten im Bundesstaat Utah. Einzelne Bundesstaaten halten die Prohibition jedoch weiterhin aufrecht.

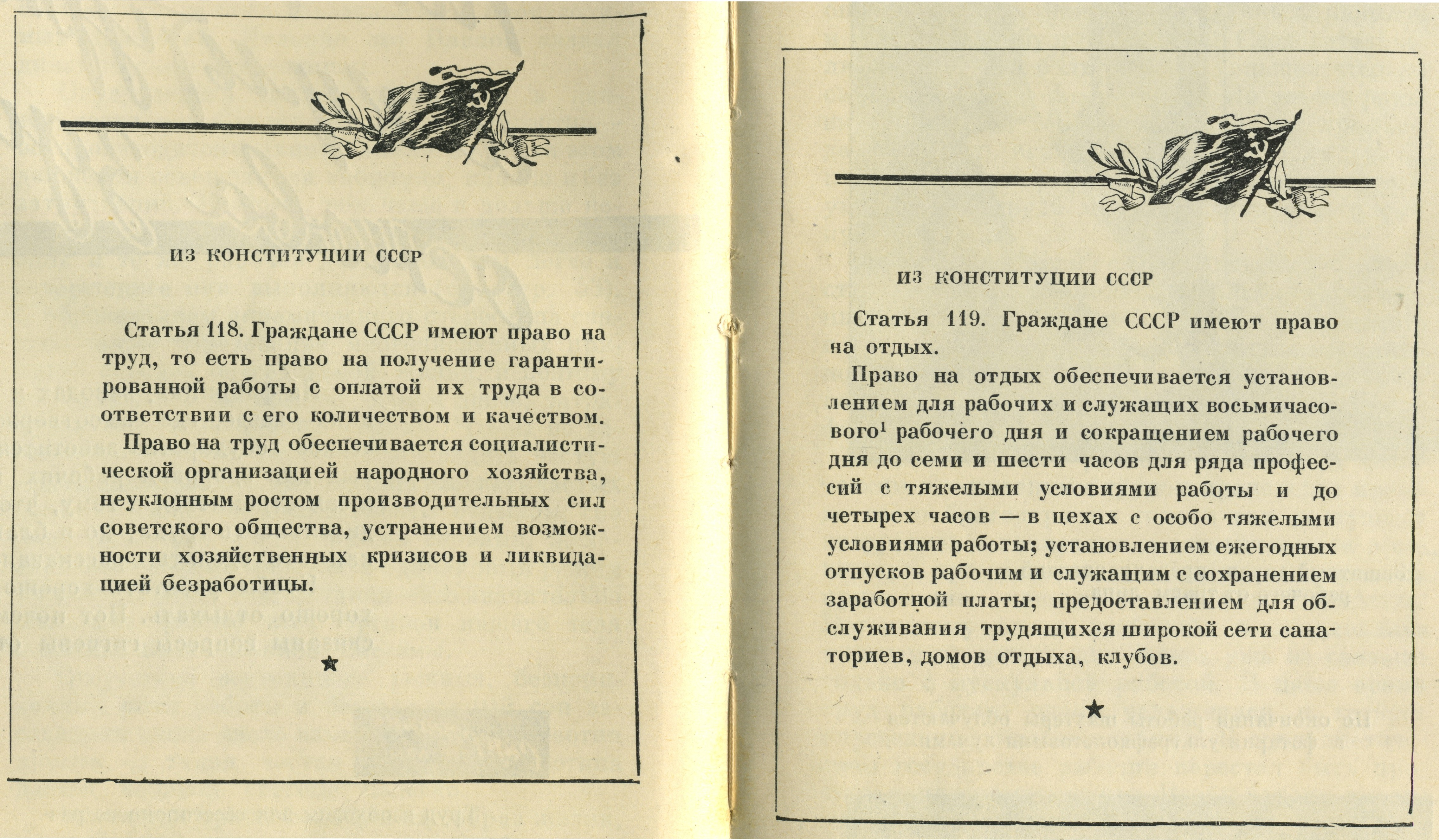
1936: Neue sowjetische Verfassung

- 1936: In der UdSSR wird eine stalinistische Verfassung verabschiedet. Sie tritt an die Stelle der sowjetischen Verfassung von 1924.
- 1941: Während der Schlacht um Moskau beginnt die Rote Armee eine Großoffensive gegen die Wehrmacht, die zum Ende der deutschen Blitzkriegtaktik im Russlandfeldzug und letztlich zur Wende im Zweiten Weltkrieg führt.
- 1944: Britische Truppen greifen in die Schlacht um Athen auf Seiten der Royalisten gegen die griechische Volksbefreiungsarmee ELAS ein und beginnen mit der Besetzung Athens.
- 1945: Die Christlich-Soziale Union (CSU) wird in Bayern als fünfte politische Partei von der Militärregierung anerkannt.
- 1945: Flug 19 der US Navy verschwindet auf einem routinemäßigen Übungsflug. Dieses Ereignis legt die Grundlage für den Mythos des Bermudadreiecks.
- 1948: Nur zwei Jahre nach der letzten Gesamtberliner Wahl werden auf Grund der Spaltung der Stadt in den Westsektoren Berlins erneut Wahlen zur Stadtverordnetenversammlung abgehalten. Dabei erzielt die SPD mit 64,5 % der abgegebenen Stimmen das höchste je von einer Partei bei demokratischen Wahlen in Deutschland erreichte Ergebnis.
- 1952: Deutschland ratifiziert die Europäische Menschenrechtskonvention.
- 1955: Der Busboykott von Montgomery beginnt. Er richtet sich gegen die Politik der Segregation in den Südstaaten und wird zum Anstoß für das Ende der Rassentrennung in den USA.
- 1956: Das Bundesverfassungsgericht bestätigt im Lübeck-Urteil den ablehnenden Bescheid des Bundesministeriums des Innern zu einem beantragten Volksbegehren über die Bildung eines deutschen Bundeslandes Freie und Hansestadt Lübeck.
- 1961: Der Lokführer Harry Deterling flieht mit 24 weiteren Personen mit einem Personenzug aus der DDR durch die Grenzsperren nach West-Berlin. Das Ereignis wird 1963 unter dem Titel Durchbruch Lok 234 durch Frank Wisbar verfilmt.
- 1963: Die Berthold Seliger Forschungs- und Entwicklungsgesellschaft mbH führt Vertretern von Militärs aus Nicht-NATO-Staaten militärisch verwertbare Raketen im Wattengebiet von Cuxhaven vor. Obwohl bei dieser Vorführung nicht gegen alliiertes Recht verstoßen wird und die vorgeführten Raketen nach ihren Flug am Fallschirm landen, führt diese Aktion zu Protesten von Seiten der Sowjetunion.
- 1969: Das US-Magazin Life bringt den Bericht von Seymour Hersh über das Massaker von My Lai vom 16. März 1968 und schockiert damit die Weltöffentlichkeit.
- 1976: Der französische Premierminister Jacques Chirac gründet die bürgerliche Partei Rassemblement pour la République (RPR) und wird ihr erster Vorsitzender.

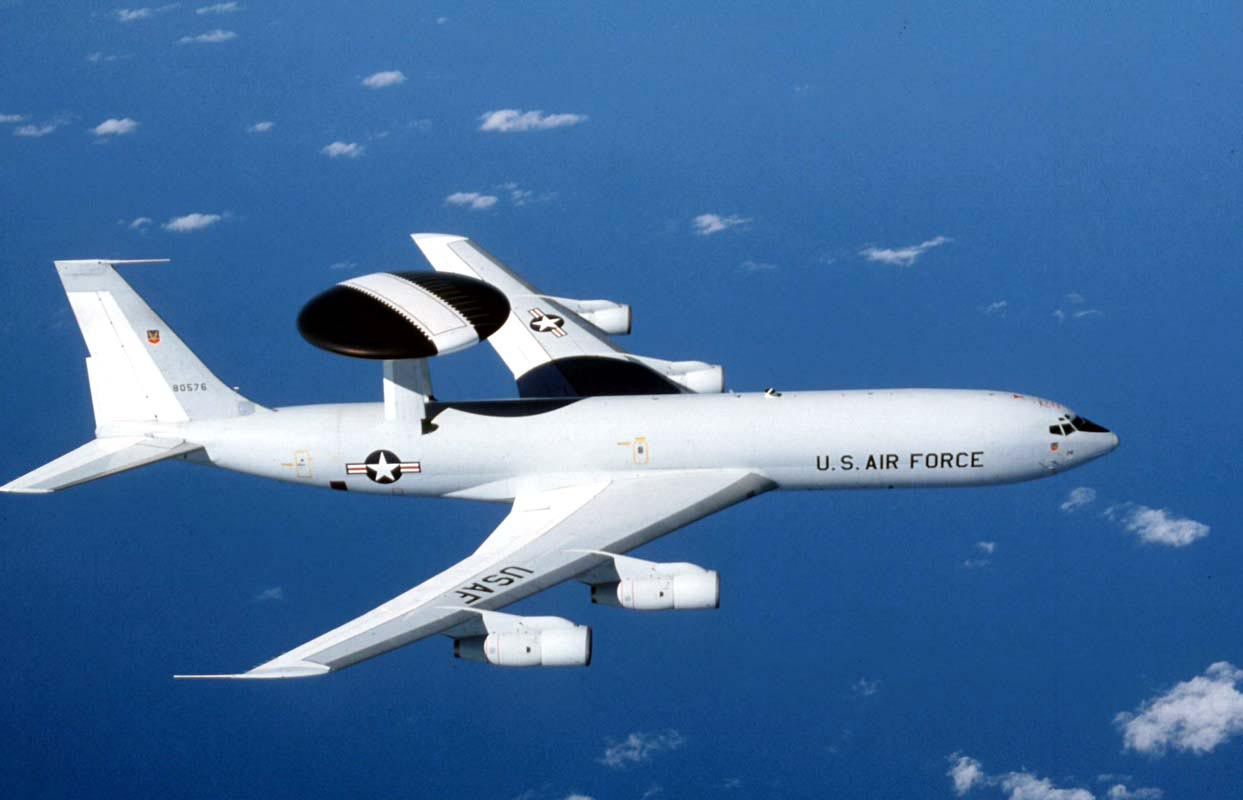
1978: AWACS-Flugzeug

- 1978: Die NATO führt das Frühwarnsystem AWACS ein.
- 1992: Einweihung des vermutlich ersten Mahnmals für deportierte und ermordete Sinti und Roma in der Bundesrepublik durch den Wiesbadener Bürgermeister Achim Exner (SPD).
- 1993: Der Wiener Bürgermeister Helmut Zilk wird durch eine Briefbombe schwer verletzt.
- 1994: Budapester Memorandum, in dem die Russische Föderation, das Vereinigte Königreich und die Vereinigten Staaten gemeinsam Kasachstan, Belarus und der Ukraine Sicherheitsgarantien in Verbindung mit deren Beitritt zum Atomwaffensperrvertrag und als Gegenleistung für die Beseitigung aller Nuklearwaffen auf ihrem Territorium.
- 1995: In Brüssel wählen die Außenminister der NATO-Staaten ihren spanischen Amtskollegen Javier Solana einstimmig zum neuen Generalsekretär.
- 2001: Die Afghanistan-Konferenz auf dem Petersberg bei Bonn endet mit dem Petersberger Abkommen, das die politische Neuordnung des Landes nach dem Sturz der Taliban regelt.

### Wirtschaft
- 1360: In Frankreich werden die ersten Goldmünzen eingeführt, die vom Volk als Francs bezeichnet werden.
- 1766: Das Londoner Auktionshaus Christie’s veranstaltet seine erste Auktion.
- 1854: Ernst Litfaß erhält von der Stadt Berlin die erste Genehmigung für die Aufstellung der später nach ihm benannten Litfaßsäulen.
- 1905: Das Dach des Londoner Bahnhofs Charing Cross bricht ein.
- 1906: Die Hamburger S-Bahn wird unter der Bezeichnung Hamburg-Altonaer Stadt- und Vorortbahn eröffnet.
- 1955: Die beiden großen US-Gewerkschaften AFL und CIO schließen sich unter dem Namen American Federation of Labor – Congress of Industrial Organizations (AFL-CIO) zu einer Organisation zusammen.

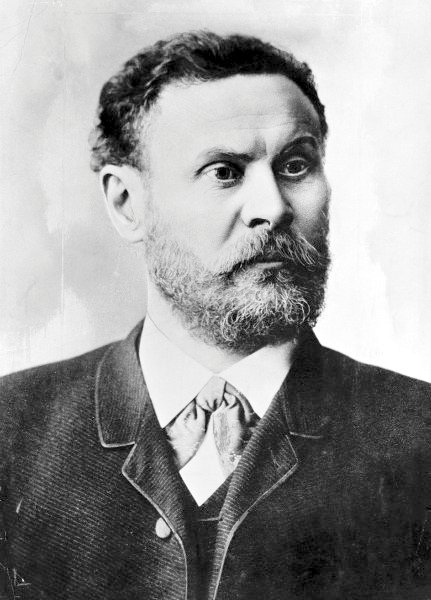
1889: Otto Lilienthal

### Wissenschaft und Technik
- 1889: Otto Lilienthal veröffentlicht in Berlin seine wissenschaftliche Publikation Der Vogelflug als Grundlage der Fliegekunst.
- 1914: Start der Endurance-Expedition unter Ernest Shackleton in Südgeorgien.

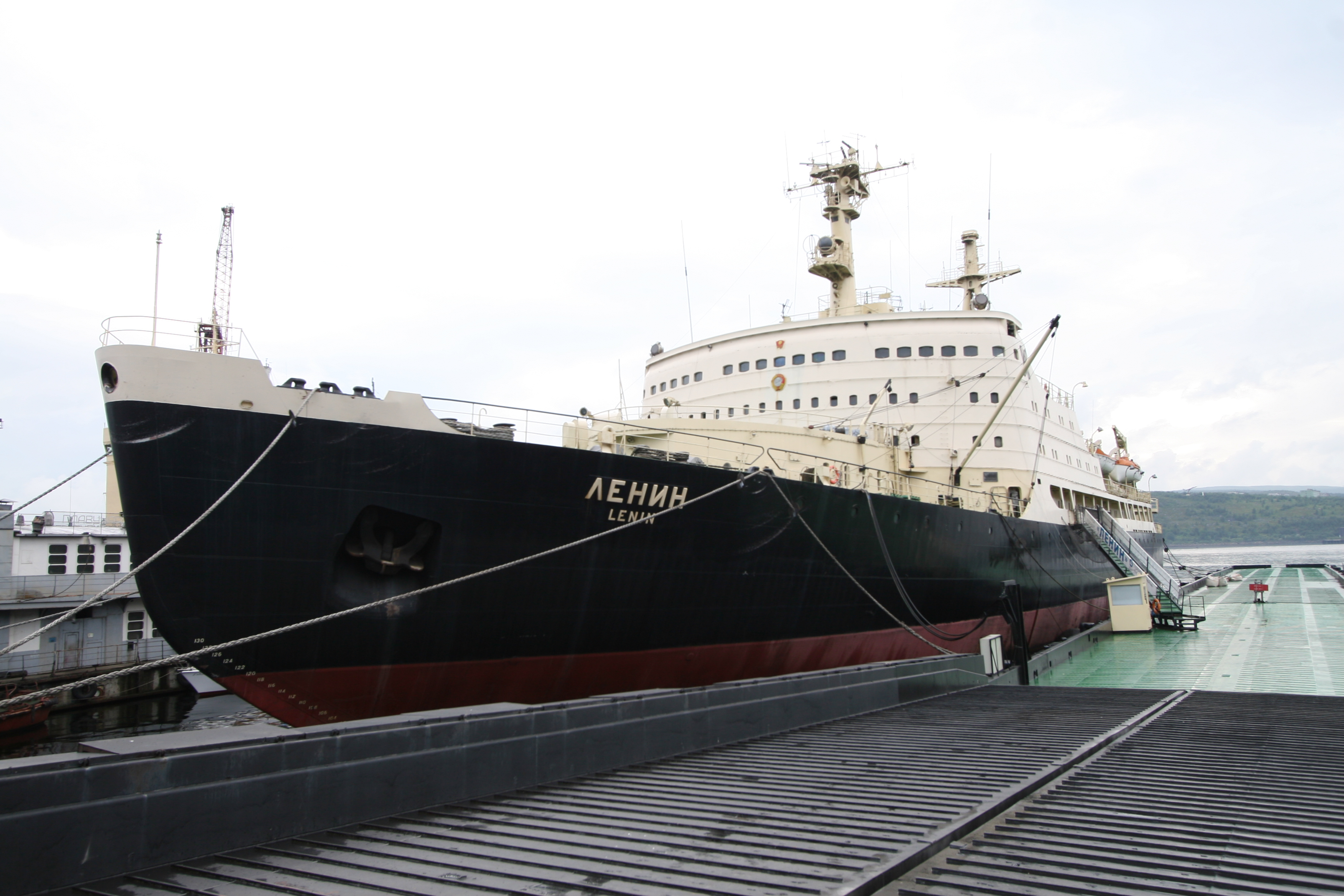
1957: Atomeisbrecher Lenin

- 1957: In der Sowjetunion findet der Stapellauf des Atomeisbrechers Lenin statt.
- 1973: Die Universität Oldenburg wird gegründet.

### Kultur
- 1514: Das Salbuch des Klosters Naumburg wird gesiegelt.
- 1602: Im Palazzo Pitti in Florenz erfolgt die Uraufführung der Oper Eurydike von Giulio Caccini.
- 1787: An der Opéra-Comique in Paris findet die Uraufführung der Oper La Dame invisible ou L'Amant à l'épreuve von Henri Montan Berton statt.
- 1788: An der Grand Opéra Paris wird die Oper Démophon von Luigi Cherubini uraufgeführt.
- 1830: Die Symphonie Fantastique von Hector Berlioz wird unter der Leitung von François-Antoine Habeneck im Conservatoire de Paris uraufgeführt.

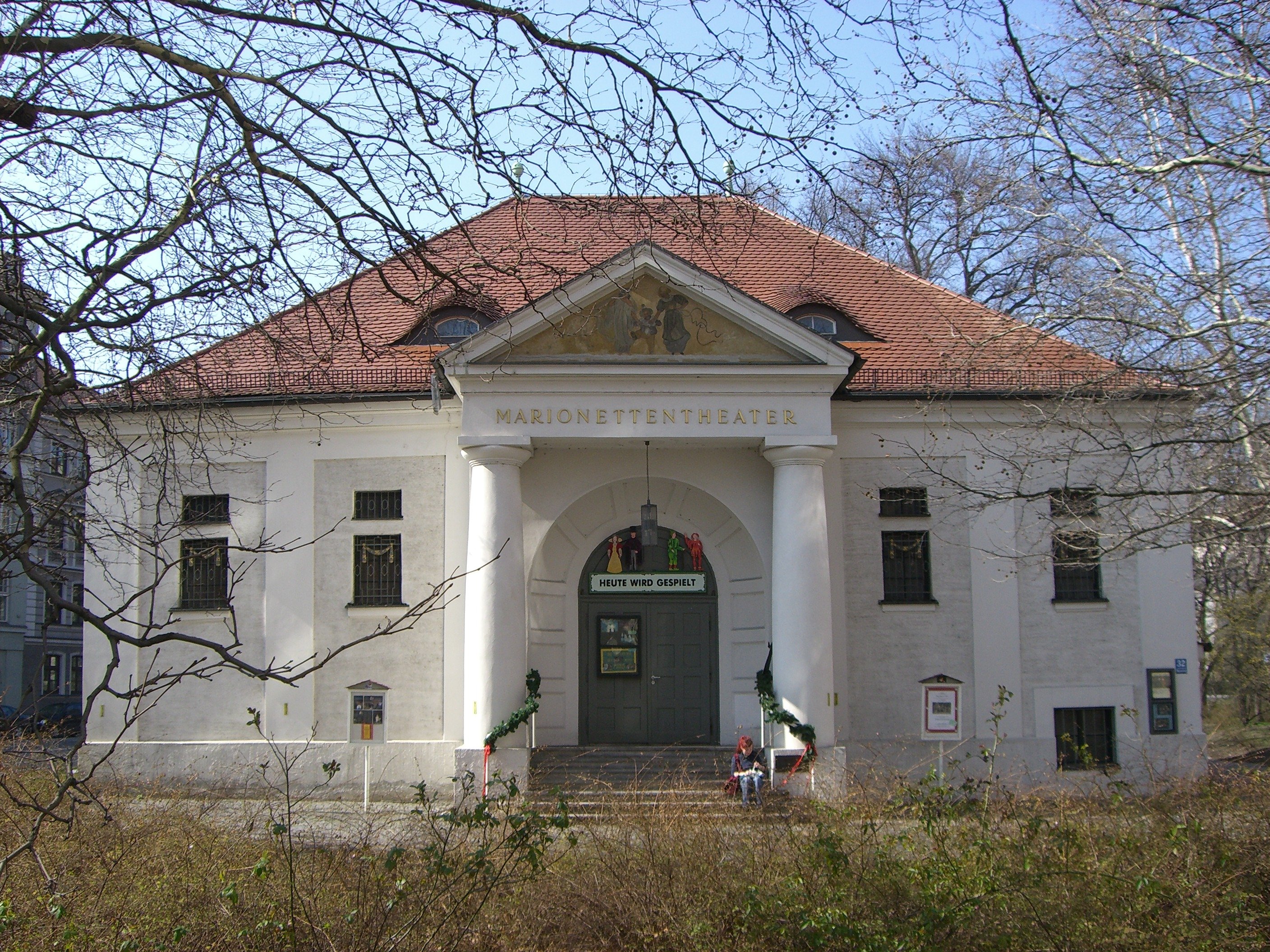
1858: Münchner Marionettentheater

- 1858: Das Münchner Marionettentheater gibt seine erste Vorstellung. Es gilt als älteste stationäre Bühne für Marionetten im deutschsprachigen Gebiet.
- 1887: Die Berner Übereinkunft zum Schutz von Werken der Literatur und Kunst tritt im Deutschen Reich in Kraft.
- 1912: Ludwig Borchardt von der Deutschen Orient-Gesellschaft (DOG) findet in der Bildhauerwerkstatt des Thutmosis im ägyptischen Tell el-Amarna die berühmte Nofretete-Büste.
- 1916: In London findet die Uraufführung der Kammeroper Savitri von Gustav Holst statt.
- 1974: Die letzte Folge von Monty Python’s Flying Circus wird auf BBC Two ausgestrahlt.
- 1995: Die erste Folge der Harald Schmidt Show wird ausgestrahlt.
- 2005: Günter Grass gründet den Autorenzirkel Lübecker Literaturtreffen.

### Religion

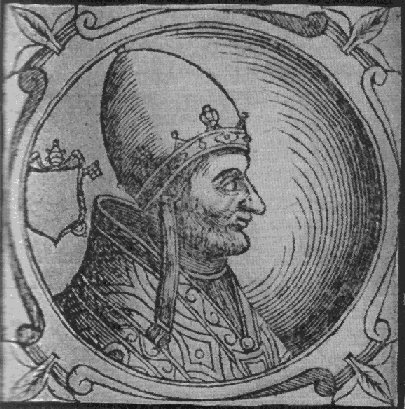
1154: Hadrian IV.

- 1154: Hadrian IV., der einzige aus England stammende Papst, wird nach einer Sedisvakanz von nur 2 Tagen als Nachfolger von Anastasius IV. inthronisiert.
- 1301: In der Bulle Ausculta fili lädt Papst Bonifatius VIII. die französischen Bischöfe und König Philipp IV. zu einer Synode nach Rom vor. Vom König verlangt er ferner die Freilassung des festgenommenen päpstlichen Legaten.
- 1484: Auf Betreiben von Heinrich Institoris unterzeichnet Papst Innozenz VIII. die Hexenbulle Summis desiderantes affectibus. Damit bestätigt er offiziell die Existenz von Hexen, geht von der bisherigen kirchlichen Lehrmeinung canon episcopi ab und vereinfacht die Hexenverfolgung.
- 1590: Niccolò Sfondrati wird nach zweimonatigem Konklave zum Papst gewählt und nimmt den Namen Gregor XIV. an.

### Katastrophen
- 1952: In London beginnt The Great Smog, der bis März 1953 etwa 12.000 Menschenleben fordert.
- 2009: Bei einem Brand in einem Restaurant mit Tanzbetrieb sterben im russischen Perm 155 Besucher.

Kleinere Unglücksfälle sind in den Unterartikeln von Katastrophe und in der Liste von Katastrophen aufgeführt.

### Natur und Umwelt
- 1990: Im indischen Bundesstaat Bihar wird der Valmiki-Nationalpark eingerichtet.

### Sport
- 1993: Deutschlands Handballerinnen werden mit einem 22:21 n. V. gegen Dänemark in Oslo Weltmeisterinnen.
- 1993: Deutschland gewinnt in Düsseldorf den Davis Cup mit 4:1 gegen Australien.
- 2006: In Bonn endet der Wettkampf des Schachweltmeisters mit einem Schachcomputer. Wladimir Borissowitsch Kramnik unterliegt dem Schachprogramm Deep Fritz mit 2:4. Es ist im Schach die zweite Niederlage eines Weltmeisters gegen einen Rechner.
- 2017: Das Internationale Olympische Komitee (IOK) entscheidet die Suspendierung Russlands an den Olympischen Winterspielen 2018 in Pyeongchang – erstmals wird eine ganze Nation von den Olympischen Spielen ausgeschlossen. Der Entscheid des IOK beruht auf den McLaren-Report sowie den Erkenntnissen und Empfehlungen der Untersuchungskommission, welche vom Schweizer Alt-Bundesrat Samuel Schmid geleitet wurde. Aus diesem Bericht ging hervor, dass es in Russland ein systemisches Doping gab, welches einerseits das russische Sportministerium und andererseits das Russische Olympische Komitee zu verantworten haben. Einzelne russische Athletinnen und Athleten hingegen können unter strengen Bedingungen und ohne nationale Embleme und Hymne in Pyeongchang teilnehmen.

Einträge von Leichtathletik-Weltrekorden befinden sich unter der jeweiligen Disziplin unter Leichtathletik.

## Geboren

### Vor dem 19. Jahrhundert
- 1377: Jianwen, zweiter chinesischer Kaiser der Ming-Dynastie
- 1389: Zbigniew Oleśnicki, polnischer Geistlicher und Staatsmann, Bischof von Krakau, Kardinal, Diplomat, Herzog von Siewierz, Regent von Polen
- 1443: Julius II., Papst
- 1470: Willibald Pirckheimer, deutscher Humanist
- 1536: Santi di Tito, italienischer Maler und Architekt
- 1537: Ashikaga Yoshiaki, japanischer Shōgun
- 1539: Fausto Sozzini, italienischer Jurist und Theologe
- 1547: Ubbo Emmius, deutscher Theologe, Historiker, Pädagoge und Gründungsrektor der Universität Groningen
- 1585: Heinrich Julius von Wietersheim, Stiftshofmeister in Quedlinburg
- 1593: Liborius Wagner, katholischer Priester
- 1602: Jakob Weller, lutherischer Theologe, Oberhofprediger am Hof des Kurfürsten von Sachsen
- 1612: Hans Caspar Waser, Schweizer Geistlicher
- 1613: Carl Gustaf Wrangel, schwedischer Heerführer und Staatsmann
- 1639: Vincenzo Minutoli, Schweizer evangelischer Geistlicher und Hochschullehrer
- 1639: Johann Christoph Pezel, deutscher Stadtpfeifer und Komponist
- 1661: Robert Harley, 1. Earl of Oxford and Earl Mortimer, britischer Politiker
- 1666: Francesco Scarlatti, italienischer Violinist und Komponist
- 1671: Joseph Clemens von Bayern, Erzbischof von Köln
- 1683: Georg Friedrich Christian Seekatz, deutscher Maler
- 1687: Francesco Geminiani, italienischer Komponist und Violinist
- 1698: Nikolaus Csáky, ungarischer Geistlicher, Erzbischof von Gran, Fürstprimas von Ungarn
- 1712: Fernando de Sousa e Silva, Patriarch von Lissabon
- 1726: Iwan Grigorjewitsch Tschernyschow, russischer Diplomat
- 1730: José Nicolás de Azara, spanischer Politiker, Diplomat und Kunstmäzen
- 1735: Hugh Williamson, US-amerikanischer Politiker, Mitglied des Repräsentantenhauses und des Kontinentalkongresses
- 1744: Joseph Benedikt von Thurn-Valsassina, deutscher katholischer Geistlicher
- 1751: Wilhelm Georg von Schack, preußischer Generalmajor
- 1753: Johann Gottlieb Drasdo, deutscher lutherischer Theologe
- 1771: Friedrich Ferdinand Gottlieb von Globig, kursächsischer Geheimer Rat und Oberkammerherr
- 1780: Heinrich August Schott, deutscher lutherischer Theologe
- 1782: Martin Van Buren, US-amerikanischer Politiker, Senator, Gouverneur von New York, Minister, Staatspräsident
- 1778: Karl Christoph Schmieder, deutscher Wissenschaftshistoriker, Gymnasialprofessor und Autor
- 1788: Christian Wilhelm Bronisch, sorbischer Pfarrer und Sprachwissenschaftler
- 1788: Friedrich Wilhelm von Schubert, deutscher lutherischer Theologe, Geistlicher, Skandinavist und Hochschullehrer
- 1792: Andrés de Santa Cruz, bolivianischer General und Politiker, Staatspräsident von Peru und Bolivien
- 1799: Rosina Regina Ahles, deutsche Schauspielerin

### 19. Jahrhundert

#### 1801–1875

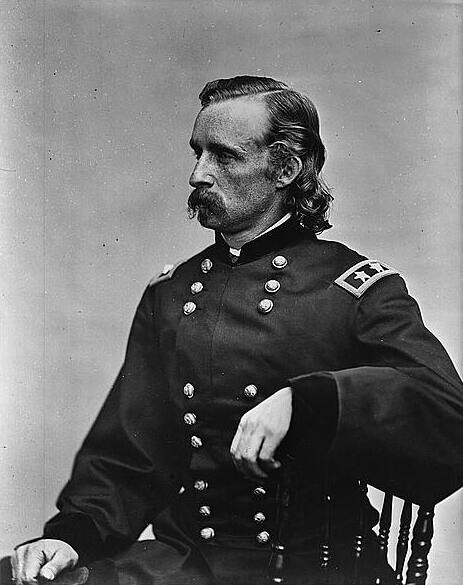
George A. Custer (* 1839)

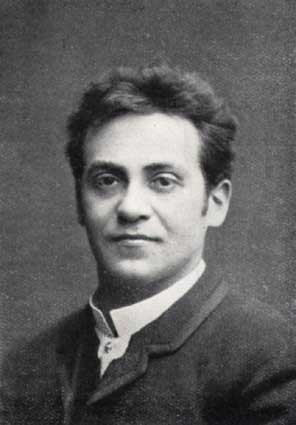
Alexander Girardi (* 1850)

- 1803: Fjodor Tjuttschew, russischer Dichter
- 1806ː Anne Pratt, britische Botanik- und Ornithologieillustratorin
- 1808: Hippolyte Colet, französischer Komponist, Musikpädagoge und -theoretiker
- 1822: Elizabeth Cabot Agassiz, US-amerikanische Erzieherin und Naturkundlerin
- 1825: Eugenie Marlitt, deutsche Schriftstellerin

Mary Krebs-Brenning (* 1851)

- 1830: William Pettavel, Schweizer evangelischer Geistlicher
- 1830: Christina Rossetti, britische Dichterin
- 1835: Elisabeth Hetzel, Schweizer Schriftstellerin in Mundart
- 1838: Leopold Auspitz, österreichischer Generalmajor und Schriftsteller
- 1839: George Armstrong Custer, US-amerikanischer General
- 1839: Pascual Ortega Portales, chilenischer Maler
- 1840: Bertha Akermann-Hasslacher, deutsche Schriftstellerin
- 1842: Sarah Wyman Whitman, US-amerikanische Künstlerin
- 1847: Vinzenz Feckter, deutscher Fotograf
- 1849: Helene Adler, deutsche Schriftstellerin
- 1850: Alexander Girardi, österreichischer Schauspieler
- 1851ː Mary Krebs-Brenning, deutsche Pianistin
- 1860: Hugo Gaudig, deutscher Pädagoge
- 1861: Carl Caufal, österreichischer Architekt
- 1862: William Walker Atkinson, US-amerikanischer Kaufmann, Anwalt und Autor
- 1863: Paul Painlevé, französischer Mathematiker, Politiker und Premierminister
- 1864: Julius Dedual, Schweizer Jurist und Politiker
- 1867: Antti Amatus Aarne, finnischer Märchenforscher
- 1867: Józef Piłsudski, polnischer General und Staatsmann
- 1868: Arnold Sommerfeld, deutscher Physiker
- 1870: Stepan Abbakumow, ukrainischer Dirigent, Komponist und Musikpädagoge
- 1870: Rhoda Erdmann, deutsche Biologin und Mitbegründerin der experimentellen Zellbiologie in Deutschland
- 1870: Vítězslav Novák, tschechischer Komponist
- 1972: Marie Cecilia Mangold, US-amerikanische Mathematikerin
- 1875: Ángel Castro Argiz Vater von Fidel, Raul und Ramón Castro

#### 1876–1900

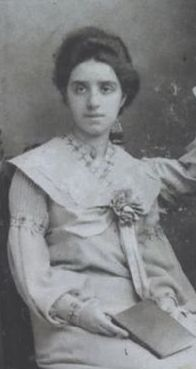
Hedwig Jung-Danielewicz (* 1880)

- 1877: Alessandro Anzani, italienischer Ingenieur und Rennfahrer
- 1879: Dionisio Kfoury, syrischer Weihbischof in Antiochia
- 1879: Clyde Vernon Cessna, US-amerikanischer Flugzeugbauer
- 1879: Paul Morard, Schweizer Jurist und Politiker
- 1880ː Hedwig Jung-Danielewicz, deutsche Ärztin, Opfer der Shoa
- 1883: Eduard Berend, deutscher Germanist
- 1885: Louise Bryant, US-amerikanische Journalistin und Autorin
- 1887: Louis Chenard, französischer Unternehmer und Autorennfahrer
- 1888: Leslie Callingham, britischer Autorennfahrer
- 1890: Katharina Aline Ahlmann, deutsche Unternehmerin
- 1890: Fritz Lang, österreichisch-deutsch-US-amerikanischer Filmregisseur
- 1891: Hirotsu Kazuo, japanischer Schriftsteller
- 1891: Theodor Kröger, deutscher Schriftsteller
- 1892: Cyril Ring, US-amerikanischer Schauspieler
- 1895: Martynas Anysas, litauischer Jurist, Historiker und Diplomat
- 1896: Carl Ferdinand Cori, österreichisch-US-amerikanischer Arzt, Physiologe, Biochemiker und Pharmakologe, Nobelpreisträger
- 1897: Pierre Mesnel, französischer Autorennfahrer
- 1897: Gershom Scholem, deutsch-jüdischer Religionshistoriker
- 1897: Sonny Boy Williamson II., US-amerikanischer Musiker
- 1897: Ernst Zündorf, deutscher Motorradrennfahrer
- 1899: Bolesław Woytowicz, polnischer Komponist, Pianist und Musikpädagoge
- 1900: Rudolf Appelt, tschechoslowakischer Politiker
- 1900: Everhard Bungartz, deutscher Unternehmer und Politiker
- 1900: Pat Driscoll, britischer Autorennfahrer

### 20. Jahrhundert

#### 1901–1925

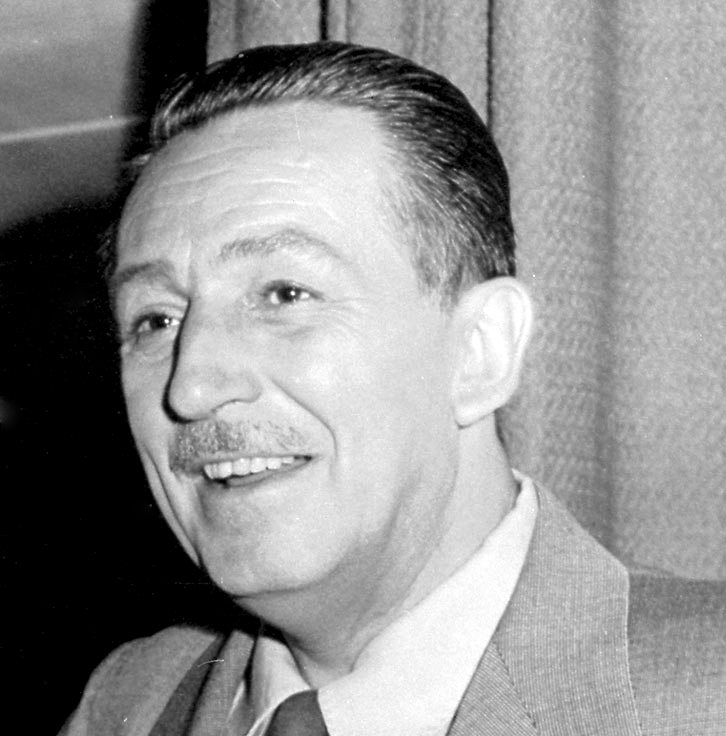
Walt Disney (* 1901)

- 1901: Walt Disney, US-amerikanischer Trickfilmzeichner und -regisseur
- 1901: Milton Erickson, US-amerikanischer Psychiater und Psychotherapeut
- 1901: Werner Heisenberg, deutscher Physiker, Nobelpreisträger
- 1901: Hanns Jelinek, österreichischer Komponist und Musikpädagoge
- 1901: Franz Königshofer, österreichisch-schweizerischer Dirigent, Komponist und Musikwissenschaftler
- 1901: Tivadar Országh, ungarischer Geiger, Komponist und Hochschullehrer
- 1901: Henri Trébor, französischer Autorennfahrer
- 1902: Strom Thurmond, US-amerikanischer Politiker
- 1903: María Luisa Escobar, venezolanische Komponistin, Pianistin und Sängerin
- 1903: Johannes Heesters, niederländischer Sänger und Schauspieler
- 1903: Cecil Frank Powell, britischer Physiker, Nobelpreisträger
- 1905: Mohammed Abdullah, indischer Politiker
- 1905: Otto Preminger, österreichisch-US-amerikanischer Regisseur
- 1905: Franz Schubert, deutscher Politiker
- 1908: Heinz-Eberhardt Andres, deutscher Politiker
- 1908: Hermann A. Eplée, deutscher Politiker, MdB
- 1908: Walter Rieger, deutscher Jurist und Politiker, MdB
- 1909: Wilhelm Müller, deutscher Feldhandballspieler
- 1910: Luis Alcaraz, mexikanischer Komponist, Pianist und Sänger
- 1910: Klawdija Gadjutschkina, russische Altersrekordlerin
- 1911: Ferdinand Friedensbacher, österreichischer Skirennläufer und Skispringer

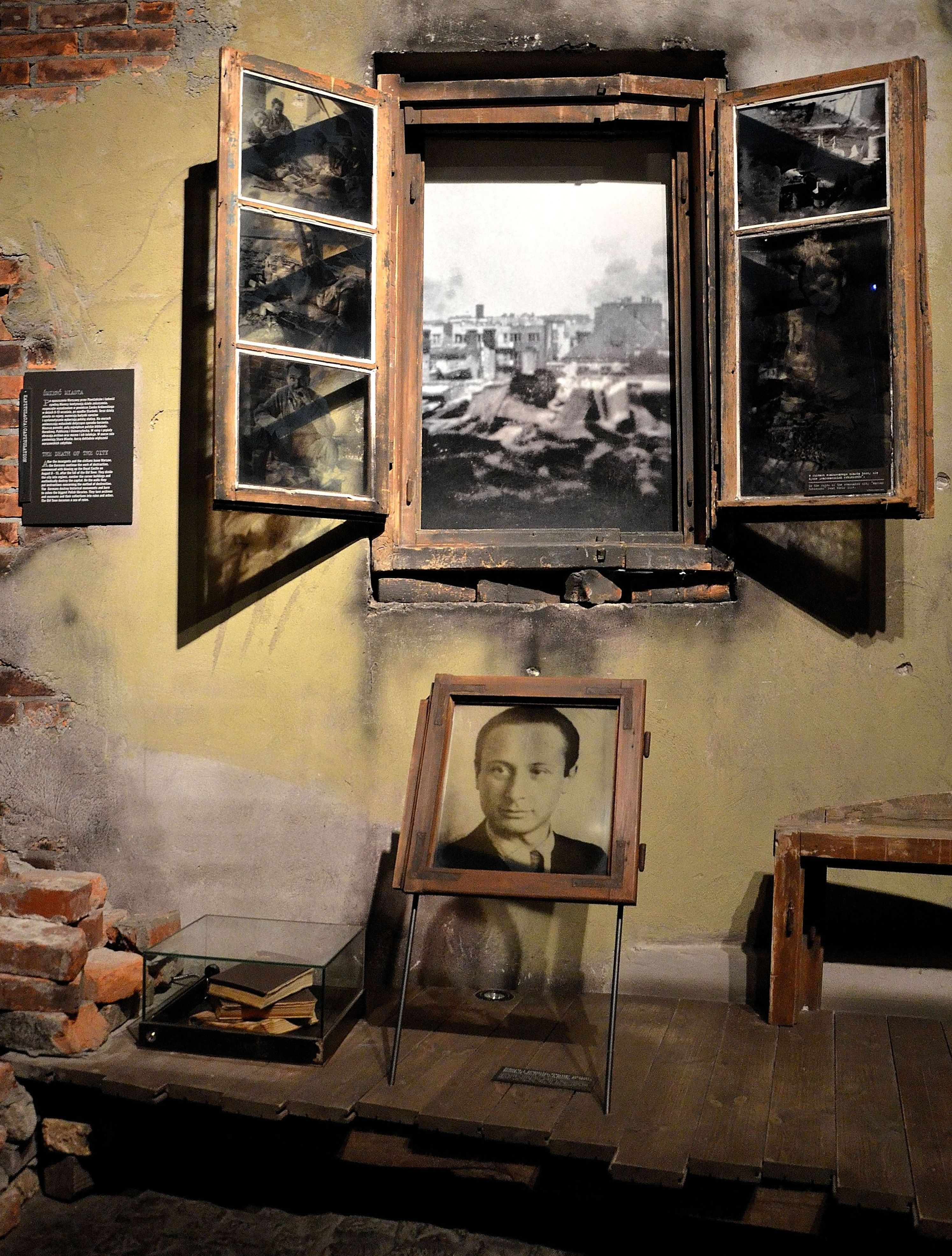
Wladyslaw Szpilman (* 1911)

- 1911: Wladyslaw Szpilman, polnischer Musiker
- 1914: Anatole Abragam, französischer Physiker
- 1914ː Lina Bo Bardi, preisgekrönte brasilianische Architektin und Designerin, Schöpferin des der „Frei Egidio“-Stuhls
- 1914: Stanisław Dygat, polnischer Schriftsteller
- 1914: Hans Hellmut Kirst, deutscher Schriftsteller
- 1916: Paul Aste, österreichischer Rennrodler und Bobsportler
- 1916: Weronika Borissowna Dudarowa, russische Dirigentin
- 1917: Ken Downing, britischer Autorennfahrer
- 1917: Wenche Foss, norwegische Schauspielerin und Sängerin
- 1919: Hans Kuhn, Schweizer Physikochemiker
- 1919: Artur Pipan, österreichischer General
- 1919: Hennes Weisweiler, deutscher Fußballtrainer
- 1920: Dorothea Klieber, deutsche Ehrenamtlerin und Aktivistin
- 1920: Josef Lindauer, deutscher Altphilologe und Gymnasiallehrer
- 1921: Satoshi Anabuki, japanischer Jagdflieger
- 1921: Louis de Froment, französischer Dirigent
- 1922: Kurt Weinmann, deutscher Chemiker
- 1924: Maria Adler-Krafft, deutsche Malerin und Grafikerin
- 1924: Jean-Pierre Hurteau, kanadischer Opernsänger
- 1924: Massimo Pradella, italienischer Dirigent
- 1925: Anastasio Somoza Debayle, nicaraguanischer Diktator
- 1925: Erica Zentner, kanadische Geigerin und Musikpädagogin
- 1925ː Hannele Zürndorfer, jüdische Autorin, die ein Buch über ihre Erlebnisse in der NS-Zeit verfasste

#### 1926–1950
- 1926: Clarisse Ratsifandrihamanana, madagassische Schriftstellerin
- 1926: Romain Weingarten, französischer Dramatiker
- 1927: Bhumibol Adulyadej (Rama IX.), König von Thailand
- 1927: Anton Jaumann, deutscher Politiker, MdL, Landesminister
- 1928: Barbara Krafftówna, polnische Schauspielerin
- 1928ː Barbara Stauffacher Solomon, US-amerikanische Landschaftsarchitektin und Grafikdesignerin
- 1930: Alexander Meyer von Bremen, deutscher Pianist, Komponist, Arrangeur und Musikpädagoge
- 1930: Klaus Quinkert, deutscher Fußballtrainer
- 1930: Guido Weber, deutscher Schauspieler, Journalist und Hörspielsprecher
- 1930: Roger Vonlanthen, Schweizer Fußballspieler
- 1931: Ladislav Novák, tschechoslowakischer Fußballspieler und -trainer

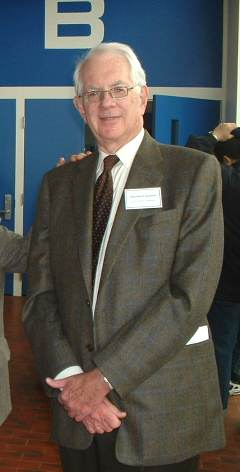
Sheldon Glashow (* 1932)

- 1932: Sheldon Lee Glashow, US-amerikanischer Physiker, Nobelpreisträger
- 1932: Jim Hurtubise, US-amerikanischer Autorennfahrer
- 1932: Jack Klotz, US-amerikanischer American-Football-Spieler
- 1932: Little Richard, amerikanischer Rock-’n’-Roll-Sänger, Pianist, Songwriter und Schauspieler
- 1933: Bernard van Beurden, niederländischer Komponist
- 1934: Eberhard Jüngel, deutscher evangelischer Theologe
- 1934: Fayza Ahmed, ägyptische Sängerin und Schauspielerin
- 1934: Hassan Akesbi, marokkanischer Fußballspieler
- 1934: Joseph Banowetz, US-amerikanischer Pianist und Musikpädagoge
- 1934: Udo Sopp, deutscher Geistlicher
- 1935: Andrei Wassiljewitsch Abramow, sowjetischer Boxer
- 1935: Totti Bergh, norwegischer Jazzmusiker
- 1935: Marise Chamberlain, australische Leichtathletin
- 1936: James Lee Burke, US-amerikanischer Schriftsteller
- 1937ː Jennifer Cashmore, australische Politikerin der Liberal Party
- 1937: Maud Hansson, schwedische Schauspielerin
- 1937: Wolfgang Krueger, deutscher Politiker
- 1938: Alois Brandstetter, österreichischer Schriftsteller
- 1938: J. J. Cale, US-amerikanischer Musiker, Sänger und Songschreiber
- 1938: J. D. McDuffie, US-amerikanischer NASCAR-Rennfahrer
- 1938: Julius Natterer, deutscher Ingenieur
- 1938: Heidi Schmid, deutsche Fechterin, Weltmeisterin und Olympiasiegerin
- 1939: Luis Díaz, guatemaltekischer Maler, Grafiker, Bildhauer und Architekt
- 1939: Klaus Langhoff, deutscher Handballtrainer und Handballspieler
- 1940: Alfred Heiß, deutscher Fußballspieler
- 1941: Péter Balázs, ungarischer Politiker und EU-Kommissar
- 1941: Håkon Øverby, norwegischer Ringer
- 1942: Herbert Dreilich, deutscher Rockmusiker (Karat)
- 1942: Klaus Sammer, deutscher Fußballspieler und -trainer
- 1943: Regina Kempf, Schweizer Radio- und Fernsehmoderatorin und Fernsehansagerin
- 1944: Hideyuki Ashihara, japanischer Karateka
- 1944: Regina Jeske, deutsche Schauspielerin
- 1946: José Carreras, spanischer Tenor
- 1946: Andy Kim, kanadischer Sänger
- 1946: Sarel van der Merwe, südafrikanischer Autorennfahrer
- 1946: Tadeusz Sławek, polnischer Lyriker, Essayist, Übersetzer, Literaturkritiker und -wissenschaftler
- 1947: Ursula Cantieni, schweizerisch-deutsche Schauspielerin
- 1947: Bruce Golding, jamaikanischer Premierminister
- 1947: Dschügderdemidiin Gürragtschaa, mongolischer Ingenieur und Kosmonaut
- 1947: Mayako Kubo, japanische Komponistin
- 1947: Jim Plunkett, US-amerikanischer American-Football-Spieler
- 1947: Kim Simmonds, britischer Musiker und Songschreiber
- 1948: Ernst Kausen, deutscher Mathematiker, Informatiker und Sprachwissenschaftler
- 1948: José Ramón Narro Robles, mexikanischer Mediziner und Politiker
- 1948: Ernst Schwanhold, deutscher Politiker, MdB, Landesminister
- 1950: Klaudia Martini, deutsche Politikerin

#### 1951–1975
- 1952: Günther Förg, deutscher Maler, Bildhauer und Fotokünstler
- 1952: Walter Sittler, deutscher Schauspieler
- 1952: David Tomassoni, US-amerikanisch-italienischer Eishockeyspieler und Politiker
- 1954: Dieter Bartke, deutscher Handballtorwart
- 1954: Hanif Kureishi, britisch-pakistanischer Schriftsteller und Drehbuchautor
- 1954: Dorothée Reize, Schweizer Schauspielerin
- 1955: Mychajlo Andrussjak, ukrainischer Autor
- 1955: Andreas Hofmann, Schweizer Motorradrennfahrer
- 1955: Karin Neugebauer, deutsche Schwimmerin
- 1956: Klaus Allofs, deutscher Fußballspieler
- 1956: Rosalía Arteaga Serrano de Fernández de Córdova, ecuadorianische Anwältin, Schriftstellerin und Politikerin
- 1956: Krystian Zimerman, polnischer Pianist
- 1957: Patriz Ilg, deutscher Leichtathlet
- 1958: Sarah Davidson, kanadische Harfenistin und Musikpädagogin
- 1958: Klaus Nierhoff, deutscher Schauspieler
- 1959: Philippe Cimadomo, französischer Autorennfahrer
- 1959: Dieter Falk, deutscher Musikproduzent und Keyboarder, Arrangeur und Komponist
- 1960: Frans Adelaar, niederländischer Fußballspieler und -trainer
- 1960: Jill Farrant,  südafrikanische Pflanzenphysiologin
- 1961: Heike Falkenberg, deutsche Schauspielerin
- 1962: Hendrik Bruch, deutscher Komponist, Sänger und Musikproduzent
- 1962: Marion Kracht, deutsche Schauspielerin
- 1962: Edi Orioli, italienischer Motorradrennfahrer
- 1962: Fred Rutten, niederländischer Fußballspieler und -trainer
- 1962: Adisak Saengarayakul, thailändischer Badmintonspieler
- 1963: Michael Edwards, britischer Skispringer
- 1964: Cliff Eidelman, US-amerikanischer Filmkomponist und Dirigent
- 1964: Arve Furset, norwegischer Jazzpianist und -keyboarder, Komponist und Musikproduzent
- 1964: Marcin Pałys, polnischer Chemiker
- 1965: Siegrun Appelt, österreichische Künstlerin
- 1965: Johannes Kern, österreichischer Komponist und Dirigent
- 1966: Meelis Atonen, estnischer Politiker
- 1966: Patricia Kaas, französische Sängerin
- 1966: Marcus Rudolph, deutscher Hörfunkmoderator und Schauspieler
- 1966: Evelyn Wever-Croes, Premierministerin von Aruba
- 1967: Gary Allan, US-amerikanischer Country-Sänger
- 1967: Dirk Steffens, deutscher Journalist und Fernsehmoderator
- 1968: Aino Havukainen, finnische Illustratorin und Kinderbuchautorin
- 1968: Robin de Raaff, niederländischer Komponist
- 1969: Gunda Ebert, deutsche Schauspielerin
- 1969: Ramón Ramírez, mexikanischer Fußballspieler
- 1969: Hans-Ueli Vogt, Schweizer Rechtswissenschafter und Politiker
- 1970: Martin Selmayr, deutscher Jurist und EU-Beamter
- 1970: Harut Wardanjan, armenischer Fußballspieler
- 1971: Markus Aerdken, deutscher Fußballspieler
- 1971: Oliver Elias, deutscher Schauspieler, Sprecher und Regisseur

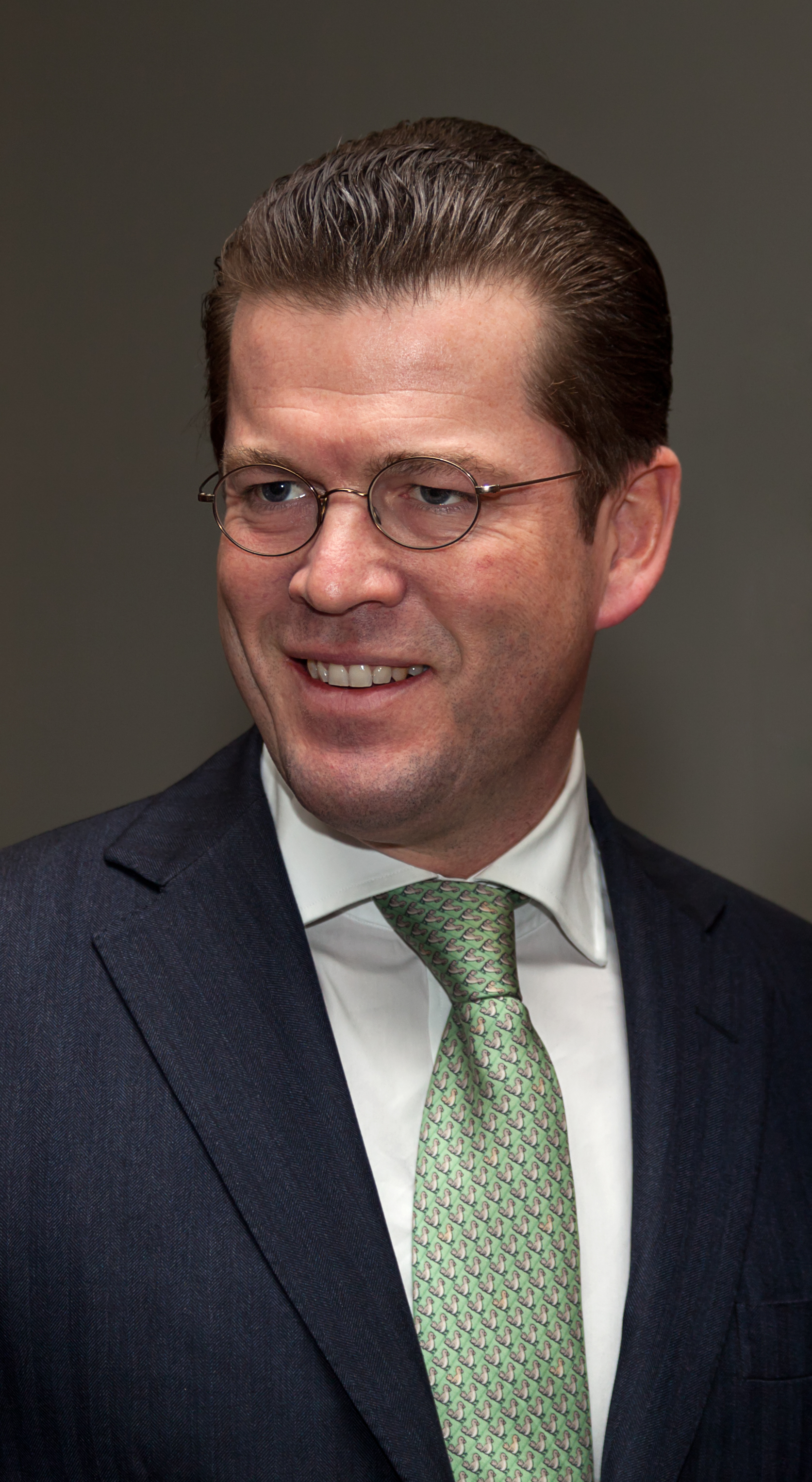
Karl-Theodor zu Guttenberg (* 1971)

- 1971: Karl-Theodor zu Guttenberg, ehem. deutscher Politiker, MdB, Ex-Bundesminister, EU-Kommissionsberater
- 1972: Amir Muhammad, malaysischer Journalist und Filmemacher
- 1972: Linus Sandgren, schwedischer Kameramann
- 1973: Argo Arbeiter, estnischer Fußballspieler
- 1973: José Guillermo Cortines, dominikanischer Sänger und Schauspieler
- 1975: Gonçalo Gomes, portugiesischer Autorennfahrer
- 1975: Aleksander Knavs, slowenischer Fußballspieler
- 1975: Ronnie O’Sullivan, englischer Snooker-Spieler
- 1975: Paula Patton, US-amerikanische Filmschauspielerin

#### 1976–2000
- 1976: Amy Acker, US-amerikanische Schauspielerin
- 1977: Michael Patrick Kelly, irisch-US-amerikanischer Sänger, Musiker und Komponist
- 1978: Peter Hlinka, slowakischer Fußballspieler
- 1978: Marcelo Zalayeta, uruguayischer Fußballspieler
- 1979: Frédéric Barth, Schweizer Rennfahrer
- 1979: Rustam Kasimjanov, usbekischer Schachspieler
- 1979: Nick Stahl, US-amerikanischer Schauspieler
- 1979: Cristina Vărzaru, rumänische Handballspielerin
- 1979: Nathalie Walker, US-amerikanische Schauspielerin
- 1980: Jessica Paré, kanadische Schauspielerin
- 1981: Adan Canto, mexikanischer Schauspieler
- 1981: Gamal Hamza, ägyptischer Fußballspieler
- 1982: Keri Hilson, US-amerikanische R&B-Sängerin und Songwriterin
- 1982: DJ D, italienischer DJ
- 1982: Eva-Maria Reichert, deutsche Schauspielerin
- 1983: Rico Bonath, deutscher Handballspieler
- 1983: Foued Kadir, französisch-algerischer Fußballspieler
- 1984: Camille Anne Françoise Abily, französische Fußballspielerin
- 1984: Tracey Andersson, schwedische Hammerwerferin
- 1984: Shūhei Aoyama, japanischer Motorradrennfahrer
- 1984: Faouzi Chaouchi, algerischer Fußballspieler
- 1984: Abdelkader Ghezzal, algerischer Fußballspieler
- 1984: Manuela Schär, Schweizer Sportlerin
- 1985: McJoe Arroyo, puerto-ricanischer Boxer
- 1985: McWilliams Arroyo, puerto-ricanischer Boxer
- 1985: André-Pierre Gignac, französischer Fußballspieler
- 1985: Jürgen Gjasula, deutsch-albanischer Fußballspieler
- 1985: Gianni Meersman, belgischer Radrennfahrer
- 1985: Frankie Muniz, US-amerikanischer Schauspieler
- 1986: Josephine Rita Akaffou Leyo, ivorische Fußballspielerin
- 1986: James Hinchcliffe, kanadischer Rennfahrer
- 1986: Nicolas Marroc, französischer Rennfahrer
- 1986: Mathias Weiser, deutscher Politiker
- 1988: Ross Bagley, US-amerikanischer Schauspieler
- 1988: Manuel Schmiedebach, deutscher Fußballspieler
- 1988: Miralem Sulejmani, serbischer Fußballspieler
- 1988: Rumi Utsugi, japanische Fußballspielerin
- 1989: Kwon Yu-ri, südkoreanische Popsängerin
- 1990: Diego Dellasega, italienischer Skispringer
- 1990: Marvin Knoll, deutscher Fußballspieler
- 1990: Andri Mikaelsson, isländischer Eishockeyspieler
- 1990: Cléber Reis, brasilianischer Fußballspieler
- 1991: Simon Billy, französischer Geschwindigkeitsskifahrer
- 1991: Alexandre Cougnaud, französischer Autorennfahrer
- 1992: Ilja Antonov, estnischer Fußballspieler
- 1993: Michelle Gisin, Schweizer Skirennfahrerin
- 1993: Choe Hyo-sim, nordkoreanische Gewichtheberin
- 1993: Luciano Vietto, argentinischer Fußballspieler
- 1994: Ondrej Duda, slowakischer Fußballspieler
- 1995: Nicolas Jamin, französischer Autorennfahrer
- 1995: Anthony Martial, französischer Fußballspieler
- 1996: Phan Khắc Hoàng, vietnamesischer Hürdenläufer
- 1996: Sterling Hofrichter, US-amerikanischer American-Football-Spieler
- 1998: Conan Gray, US-amerikanischer Videoblogger und Sänger
- 2000: Irina Borissowa, russische Badmintonspielerin

### 2001–2020
- 2002: Lorcan Hanafin, britischer Autorennfahrer

## Gestorben

### Vor dem 16. Jahrhundert

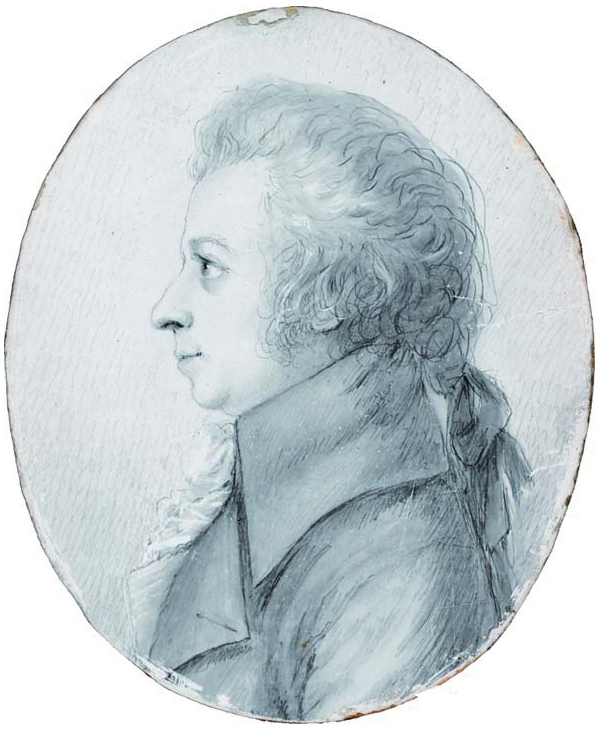
Wolfgang Amadeus Mozart († 1791)

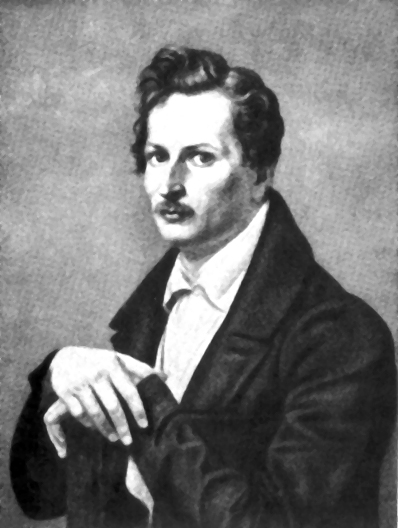
August von Platen († 1835)

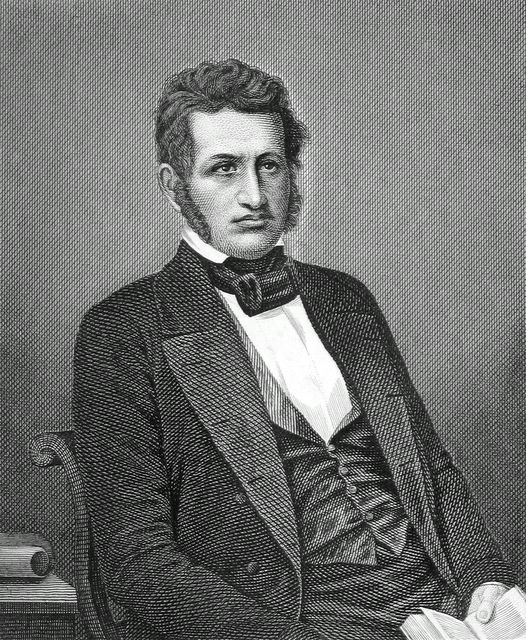
Friedrich Christoph Dahlmann († 1860)

- 0063 v. Chr.: Gaius Cornelius Cethegus, römischer Politiker
- 0063 v. Chr.: Publius Cornelius Lentulus Sura, römischer Politiker
- 0030 v. Chr.: Sujin, japanischer Tenno
- 0532: Sabas, Mönch und Einsiedler in Jerusalem
- 0749: Johannes von Damaskus, orthodoxer Theologe
- 0902: Ealhswith, Königin von Wessex
- 0992: Gerdag, Bischof von Hildesheim
- 1023: Hartwig, Erzbischof von Salzburg
- 1037: Reginhard, Bischof von Lüttich, Heiliger der katholischen Kirche
- 1055: Konrad I., Herzog von Bayern und Herr von Zutphen
- 1082: Raimund Berengar II., Graf von Barcelona
- 1083: Sunjong, 12. König des koreanischen Goryeo-Reiches
- 1105: Gregor II. Wkajasser, Katholikos der armenischen apostolischen Kirche
- 1212: Dietrich II. von Ahr, Bischof von Utrecht
- 1223: Otto I. von Lobdeburg, Bischof von Würzburg
- 1226: Heinrich Borwin II., Fürst zu Mecklenburg und Herr von Rostock
- 1242: Al-Mustansir, Kalif der Abbasiden
- 1244: Johanna, Gräfin von Flandern und Hennegau
- 1246: Thomas Gallus, französischer Philosoph und Scholastiker
- 1304: William Latimer, 1. Baron Latimer, englischer Adeliger und Militär.
- 1355: Johann III., Herzog von Brabant und Limburg
- 1365: Thomas de Lucy, 2. Baron Lucy, englischer Adeliger und Militär
- 1378: Gilles II. Aycelin de Montaigut, französischer Diplomat und Kardinal
- 1392: Everhard von Westerheim, Weihbischof in Köln
- 1393: Heinrich VI., Herzog von Sagan, Glogau und Crossen
- 1428: Hans Erer der Ältere, deutscher Bürgermeister der Reichsstadt Heilbronn
- 1433: Engelbert Wusterwitz, deutscher Chronist der märkischen Geschichte
- 1440: Johannes von Mewe, Priester des Deutschen Ordens, Bischof von Pomesanien

### 16. bis 18. Jahrhundert
- 1503: Johann Spender, Weihbischof in Köln
- 1518: Gian Giacomo Trivulzio, italienisch-französischer Heerführer, Marschall von Frankreich
- 1531: Jan Folkertsz Trypmaker, niederländischer Holzschuhmacher, führende Persönlichkeit der melchioritischen Täuferbewegung
- 1545: Bartlmä Häberle, Innsbrucker Maler, vermutlich Hofmaler am österreichischen Hof
- 1550: Lorenz Fries, Würzburger fürstbischöflicher Rat, Historiker und Chronist
- 1555: Wolfgang von Salm, Bischof von Passau
- 1560: Franz II., König von Frankreich
- 1590: Johann Habermann, deutscher Theologe, Erbauungsschriftsteller und Hebraist
- 1594: Hieronymus Nymmann, deutscher Mediziner
- 1608: Sigismund I. Rákóczi, Fürst von Siebenbürgen
- 1612: Ottavio Acquaviva d’Aragona, italienischer Kardinal
- 1619: Helwig Garth, deutscher lutherischer Theologe
- 1624: Caspar Bauhin, Schweizer Anatom und Botaniker
- 1631: Johann Bacmeister der Ältere, deutscher Mediziner
- 1631: Tommaso Caracciolo, italienischer Truppenführer
- 1657: Johan Axelsson Oxenstierna, schwedischer Staatsmann
- 1679: Christoph Joachim Bucholtz, deutscher Rechtswissenschaftler und Bürgermeister von Hameln
- 1686: Niels Stensen, dänischer Bischof und Naturforscher
- 1695: Johann Georg Starcke, sächsischer Architekt
- 1705: Ernst Jacob von Audorf, böhmischer Hauptmann der Breslauer Stadt-Garnison, Militäringenieur und Romanautor
- 1708: Seki Takakazu, japanischer Mathematiker
- 1718: Johann Friedrich Willading, Schweizer Staatsmann
- 1722: Marie-Anne de La Trémoille, französische Adelige, Kammerdame von Königin Maria Luisa von Savoyen
- 1730: José Nicolás de Azara, spanischer Politiker, Diplomat und Kunstmäzen
- 1734: Augustin Johann Thomasberger, mährischer Bildhauer und Bildschnitzer
- 1734: Joseph Vivien, französischer Porträtist
- 1741: Ulrike Eleonore, Königin von Schweden und Herzogin von Bremen-Verden
- 1743: Georg Ludwig von Berghes, Fürstbischof von Lüttich
- 1749: Pierre Gaultier de Varennes, sieur de La Vérendrye, franko-kanadischer Offizier, Pelzhändler und Entdecker
- 1755: William Cavendish, 3. Duke of Devonshire, britischer Adeliger und Politiker
- 1757: Ernst Gottlieb von Attems, Bischof von Laibach
- 1757: Johann Ernst Hebenstreit, deutscher Mediziner
- 1757: Gustav Adolf zu Stolberg-Gedern, kaiserlich-königlicher Generalfeldwachtmeister
- 1758: Johann Friedrich Fasch, deutscher Komponist
- 1770: James Stirling, schottischer Mathematiker
- 1771: Giovanni Battista Morgagni, italienischer Pathologe
- 1773: Johann Christian Dotzauer, deutscher Orgelbauer
- 1777: Ludwig Siegfried Vitzthum von Eckstädt, kursächsischer Diplomat und Verwalter der kurfürstlichen Kunstsammlungen
- 1779: Herman Antonín Jelínek, tschechischer Komponist und Violinvirtuose
- 1784: Phillis Wheatley, senegalesisch-US-amerikanische Dichterin
- 1787: Sven Lagerbring, schwedischer Historiker
- 1791: Wolfgang Amadeus Mozart, Komponist aus Salzburg
- 1793: Henriette Amalie von Anhalt-Dessau, deutsche Adelige und Stifterin
- 1800: Jean Baptiste Audebert, französischer Naturforscher und Maler

### 19. Jahrhundert

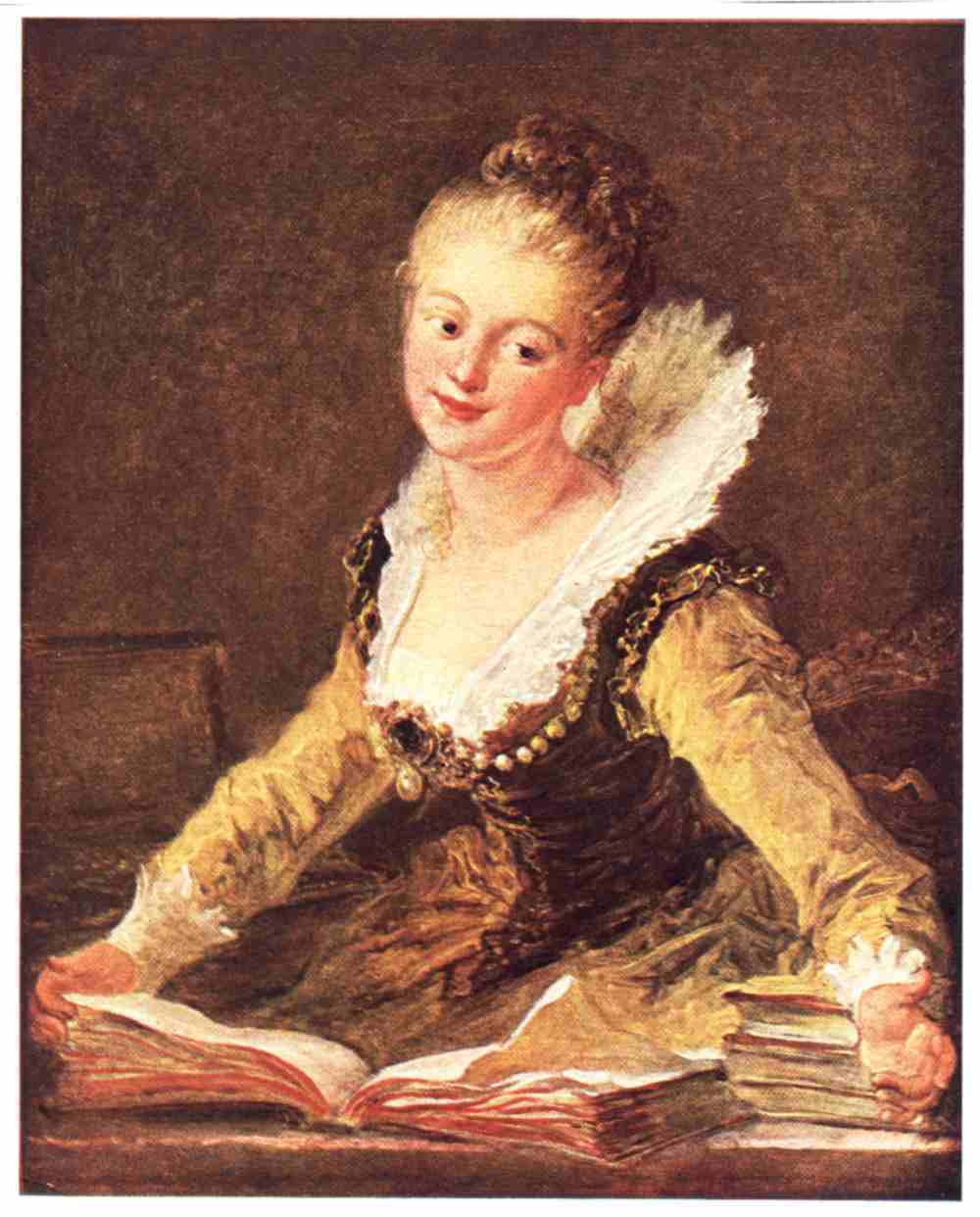
Anne Louise de Jouy Brillon († 1824)

- 1802: Lemuel Francis Abbott, englischer Porträtmaler
- 1814: José Tomás Boves, venezolanischer Heerführer
- 1815: Christian Gottfried Gruner, deutscher Mediziner und Historiker
- 1819: Friedrich Leopold zu Stolberg-Stolberg, deutscher Politiker und Dichter
- 1824: Friedrich Carl Adolf von Lindemann, deutscher Offizier
- 1824ː Anne Louise de Jouy Brillon, französische Cembalistin, Pianistin und Komponistin
- 1825: Antoine-Alexandre Barbier, französischer Bibliothekar
- 1826: Aloys Basselet von La Rosée, bayerischer Beamter und Richter, Mitglied des Illuminatenordens
- 1827: Enrico Acerbi, italienischer Mediziner
- 1831: Karl Ludwig Nitzsch, deutscher Theologe
- 1832: Christoph Gotthelf König, deutscher Pädagoge
- 1835: August Graf von Platen, deutscher Dichter
- 1836: David Christoph Huber, Schweizer evangelischer Geistlicher
- 1858: Johann Leonhard Appold, deutscher Kupfer- und Stahlstecher
- 1860: August Arnold, deutscher Geschichtsphilosoph und Staatswissenschaftler
- 1860: Friedrich Christoph Dahlmann, deutscher Historiker und Staatsmann, einer der Göttinger Sieben, Mitverfasser der Paulskirchen-Verfassung
- 1862: Aloys Henhöfer, deutscher Theologe
- 1870: Alexandre Dumas der Ältere, französischer Schriftsteller
- 1870: Herman Severin Løvenskiold, norwegischer Komponist
- 1871: John Durant Ashmore, US-amerikanischer Politiker
- 1873: George Rex Andrews, US-amerikanischer Jurist und Politiker
- 1883: Josef František Hunke, böhmischer Komponist
- 1891: Lotte Mende, deutsche Schauspielerin
- 1894ː Ida von Bodelschwingh, Cousine und Ehefrau von Friedrich von Bodelschwingh, beteiligt am Aufbau der Bodelschwinghschen Anstalten Bethel

### 20. Jahrhundert

#### 1901–1950
- 1904: Elisabeth Denkhausen, deutsche Sängerin (Mezzosopran) und Theaterschauspielerin
- 1908: Robert Beyschlag, deutscher Genremaler
- 1909: Ebenezer Prout, englischer Musiktheoretiker, Musikpädagoge und Komponist
- 1911: Walentin Alexandrowitsch Serow, russischer Maler
- 1914: Georg Franzius, deutscher Wasserbauingenieur
- 1914: Angelo Di Pietro, italienischer Geistlicher, Kurienkardinal
- 1916: Hans Richter, österreichisch-ungarischer Dirigent

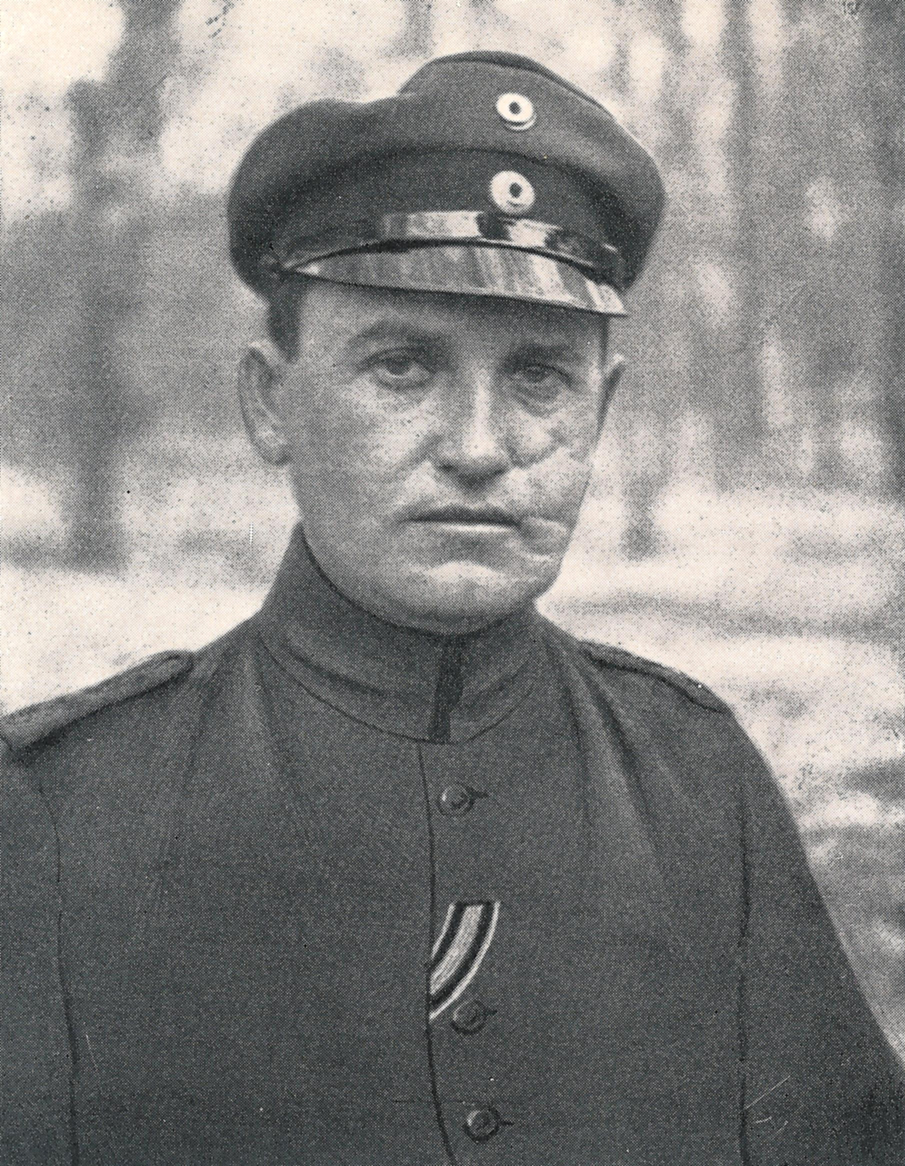
Gustav Sack († 1916)
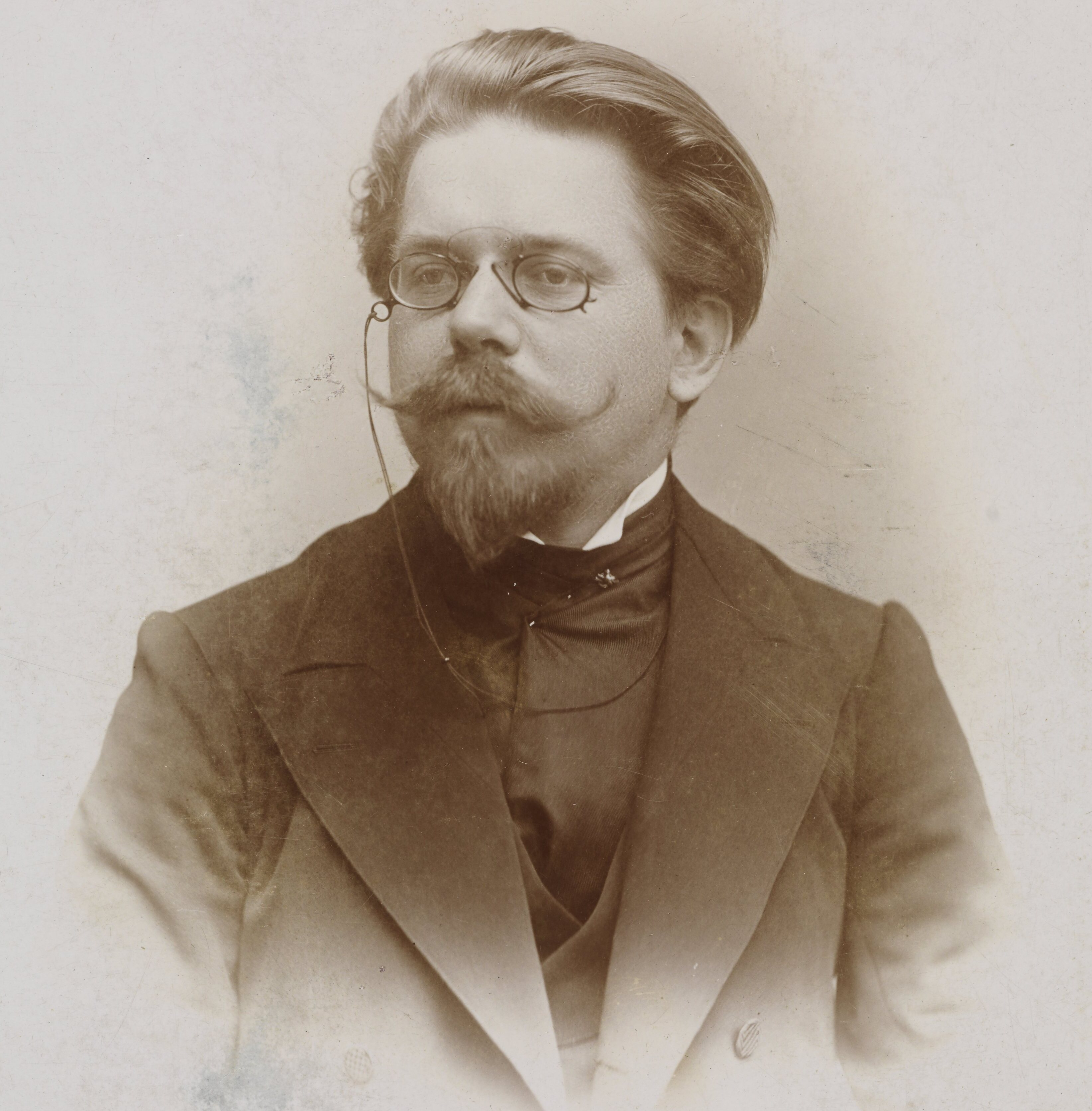
Władysław Reymont († 1925)
Wilhelmina Drucker († 1925)

- 1916: Gustav Sack, deutscher Schriftsteller, Lyriker und Dramatiker
- 1918: Martin Boelitz, deutscher Schriftsteller
- 1925ː Wilhelmina Drucker, niederländische Feministin
- 1925: Władysław Reymont, polnischer Schriftsteller und Nobelpreisträger
- 1926: Claude Monet, französischer Maler und Hauptvertreter des Impressionismus

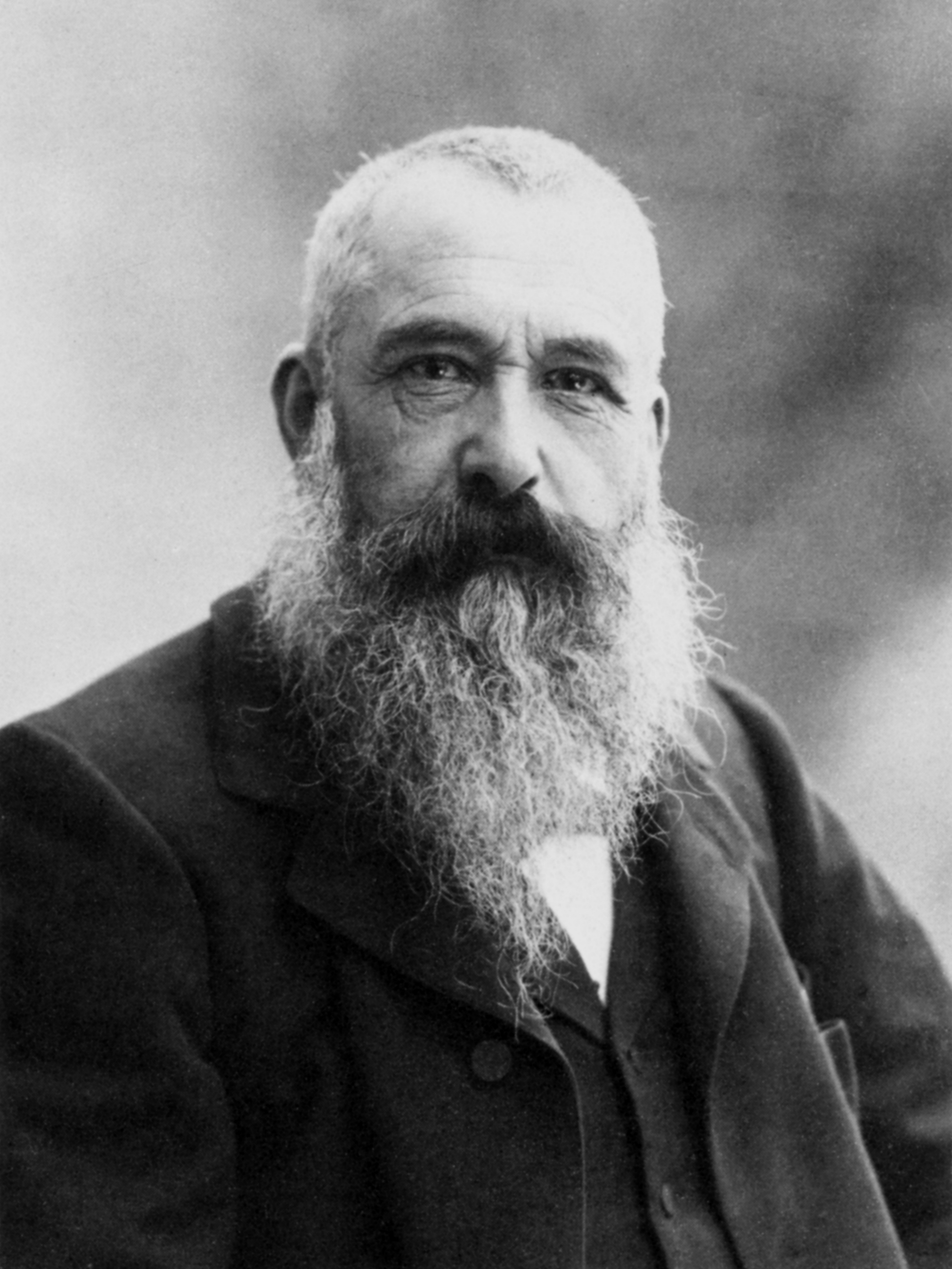
Claude Monet († 1926)
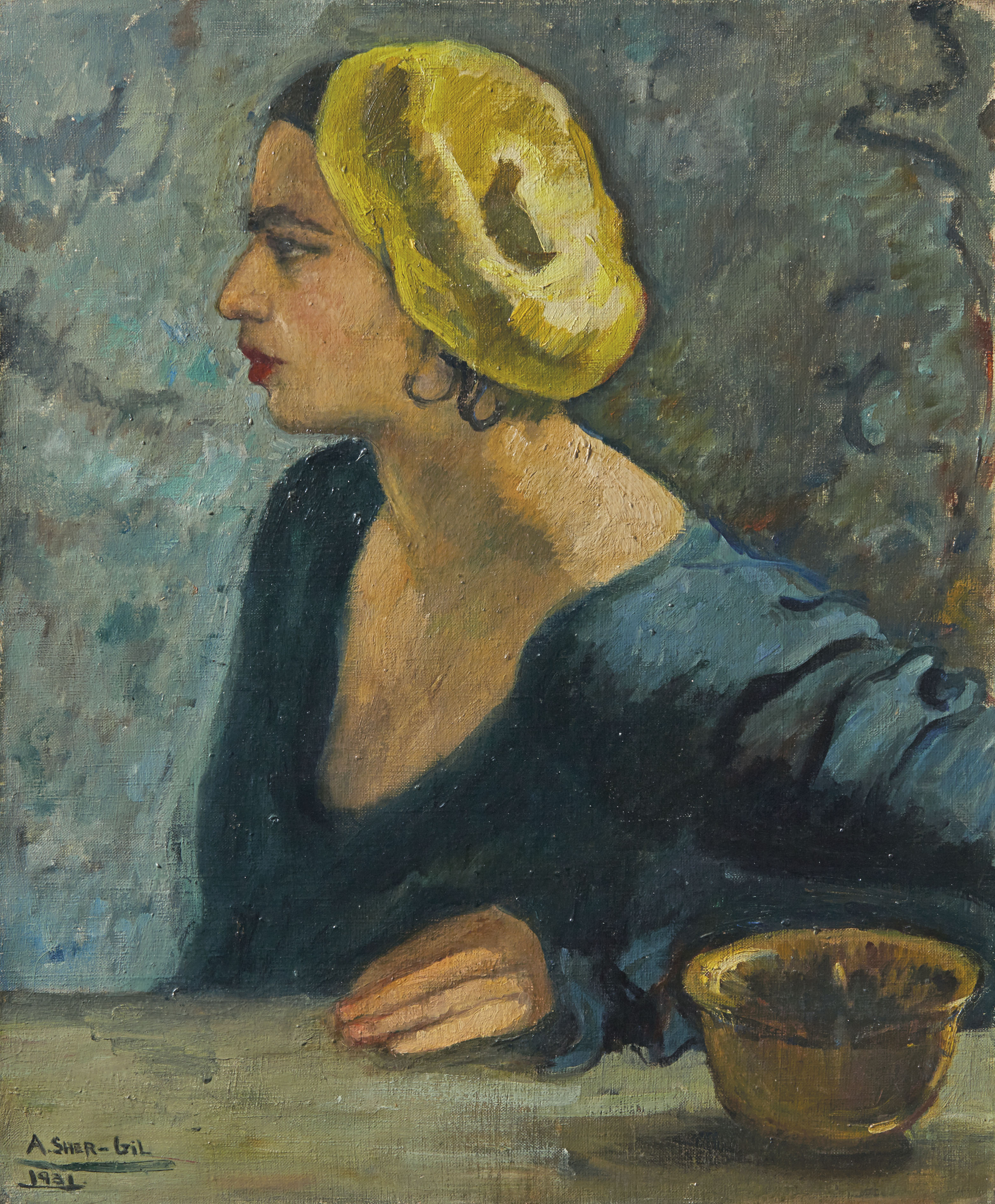
Amrita Sher-Gil († 1941)
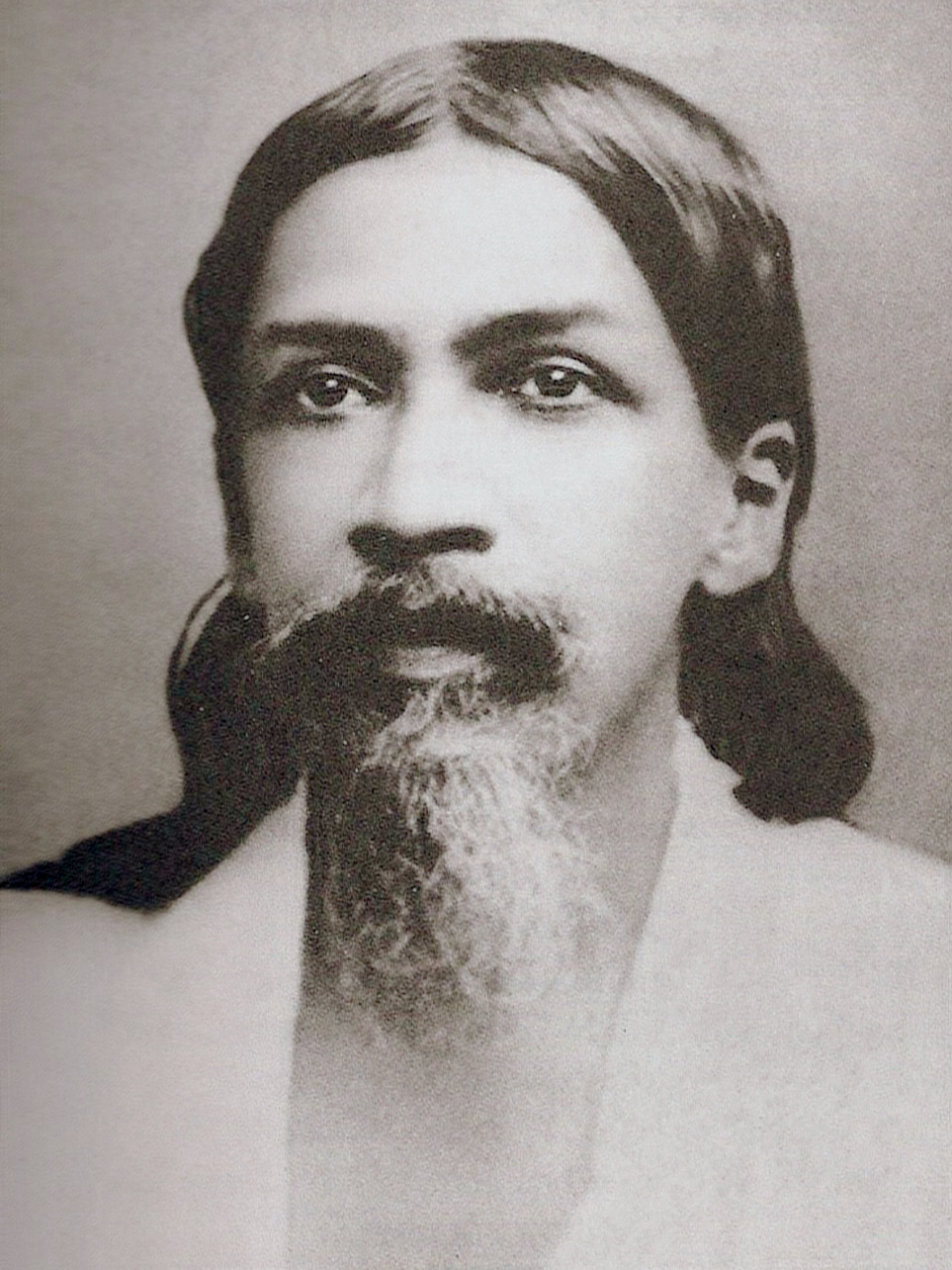
Aurobindo Ghose († 1950)

- 1926: Franz Nachbaur, deutscher Schauspieler, Regisseur und Intendant
- 1932: Otto Apelt, deutscher klassischer Philologe, Übersetzer und Gymnasiallehrer
- 1937: Hōjō Tamio, japanischer Schriftsteller
- 1939: Julius Dedual, Schweizer Jurist und Politiker
- 1940: Jan Kubelík, tschechischer Geiger und Komponist
- 1941: Amrita Sher-Gil, indisch-ungarische Künstlerin
- 1945: Bella Ouellette, kanadische Schauspielerin
- 1945: Gotthold Vitzthum von Eckstädt, sächsischer Generalleutnant
- 1947: Kurt Klamroth, deutscher Unternehmer
- 1950: Aurobindo Ghose, indischer Politiker, Philosoph, Hindu-Mystiker, Yogi und Guru

#### 1951–2000
- 1951: Franz Arnholdt, deutscher Gewerkschafter, Verleger und Kommunalpolitiker
- 1955: Frederik Samuel Knipscheer, niederländischer Theologe und Historiker
- 1955: Paul Harvey, US-amerikanischer Schauspieler
- 1958: William Reuben Applegarth, britischer Sprinter, Olympiasieger
- 1959: Mary Winston Newson, amerikanische Mathematikerin
- 1960: Haschim Chalid al-Atassi, syrischer Staatsmann
- 1962: Alsing Andersen, dänischer Politiker
- 1962: Edward Lewis Wallant, US-amerikanischer Schriftsteller
- 1962: Dezső Szenkár, ungarischer Komponist und Kapellmeister
- 1963: Karl Amadeus Hartmann, deutscher Komponist
- 1963: Herbert H. Lehman, US-amerikanischer Politiker
- 1963: Tom London, US-amerikanischer Schauspieler
- 1963: Siegfried Nestriepke, deutscher Journalist, Theaterintendant und Vertreter der Volksbühnenbewegung
- 1965: Joseph Erlanger, US-amerikanischer Physiologe, Nobelpreisträger
- 1969: Claude Dornier, deutscher Flugzeugingenieur
- 1970: Heinz Auerswald, deutscher Jurist
- 1971: Andrej Andrejewitsch Andrejew, sowjetischer Politiker
- 1971: Charlotte Pluquet-Dziekan, deutsche Malerin
- 1973: Sorina Ţicu, rumänische Rennrodlerin, Sportmanagerin, Rennrodel- und Bobsportfunktionärin
- 1974: Pietro Germi, italienischer Regisseur und Drehbuchautor
- 1974: Karl Lahr, deutscher Landwirt und Politiker, MdL, MdB
- 1974: Hazel Hotchkiss Wightman, US-amerikanische Tennisspielerin
- 1974: Zaharia Stancu, rumänischer Schriftsteller
- 1975: Peter Bratschi, Schweizer Politiker, Hörspielautor und Mundartdichter
- 1977: Rahsaan Roland Kirk, US-amerikanischer Saxophonist und Multi-Instrumentalist
- 1977: Rémy Principe, italienischer Komponist, Violinist und Musikpädagoge
- 1977: Alexander Wassilewski, sowjetischer Generalmajor und Politiker
- 1978: Dajos Béla, russischer Geiger und Tanzkapellenleiter
- 1978ː Emma Faupel, deutsche Frauenrechtlerin, Lehrerin und Politikerin (CDU)
- 1979: Sonja Delaunay-Terk, französisch-russische Malerin und Designerin
- 1982: Georg André, deutscher Politiker
- 1983: Robert Aldrich, US-amerikanischer Regisseur
- 1983: Casandra Damirón, dominikanische Sängerin
- 1986: Leopold Redl, österreichischer Turner
- 1987: Johannes Arnold, deutscher Schriftsteller

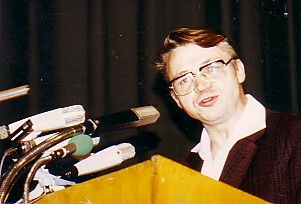
Rudolf Bahro († 1997)

- 1989: Edoardo Amaldi, italienischer Physiker
- 1990: Emerson Meyers, US-amerikanischer Komponist, Pianist und Musikpädagoge
- 1991: Elias Shaheen, libanesischer Erzbischof in Kanada
- 1991: Richard Franklin Speck, US-amerikanischer Serienmörder
- 1992: Otto Koenig, österreichischer Verhaltensforscher, Zoologe und Schriftsteller
- 1994: Heinz Fülfe, deutscher Zeichner, Puppenspieler und Bauchredner
- 1994: Harry Horner, österreichischer Szenenbildner und Regisseur
- 1994: Robert Lowry, US-amerikanischer Schriftsteller
- 1995: Reiner Bredemeyer, deutscher Komponist
- 1995: Gwen Harwood, australische Dichterin und Librettistin
- 1995: Clair Cameron Patterson, US-amerikanischer Geochemiker
- 1996: Wilf Carter, kanadischer Country-Sänger
- 1997: Rudolf Bahro, deutscher Philosoph
- 1999: Robert Parris, US-amerikanischer Komponist und Musikpädagoge

### 21. Jahrhundert

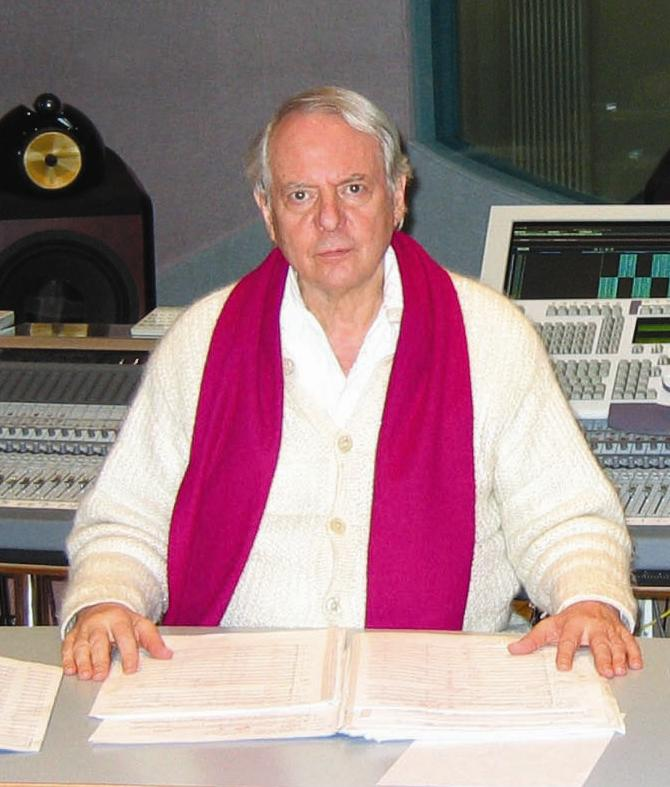
Karlheinz Stockhausen († 2007)

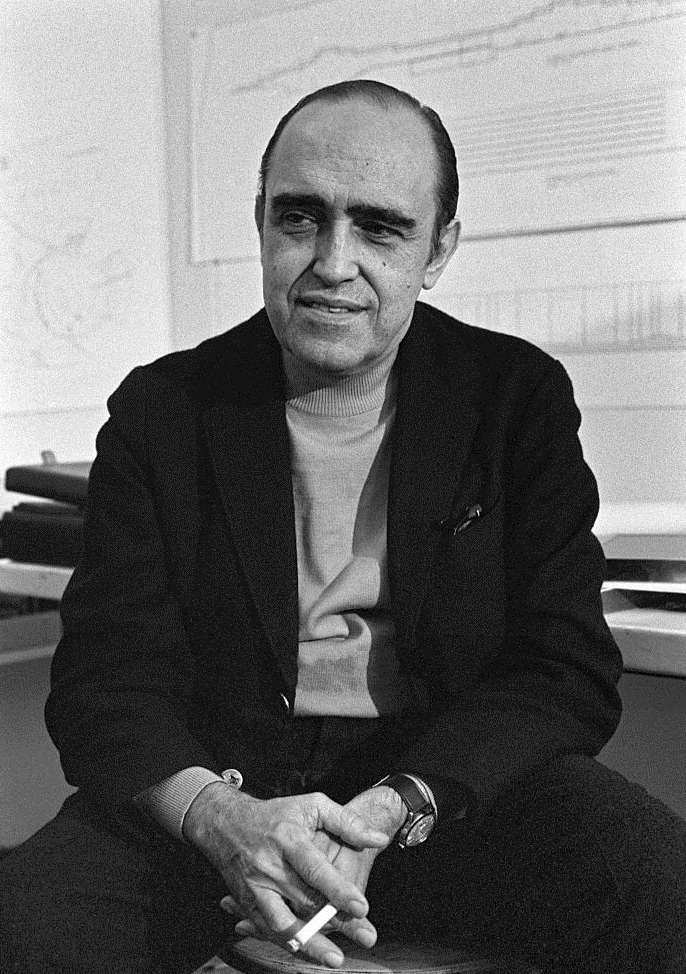
Oscar Niemeyer († 2012)

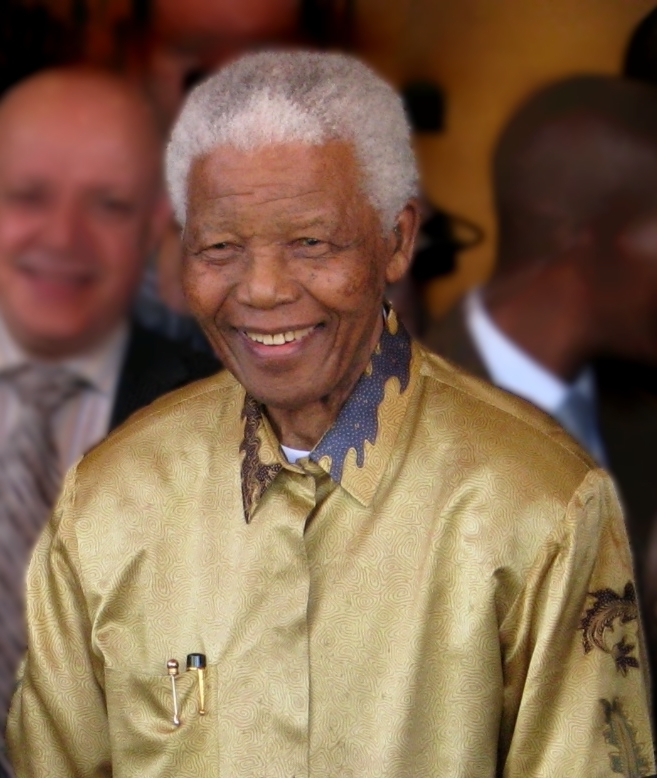
Nelson Mandela († 2013)

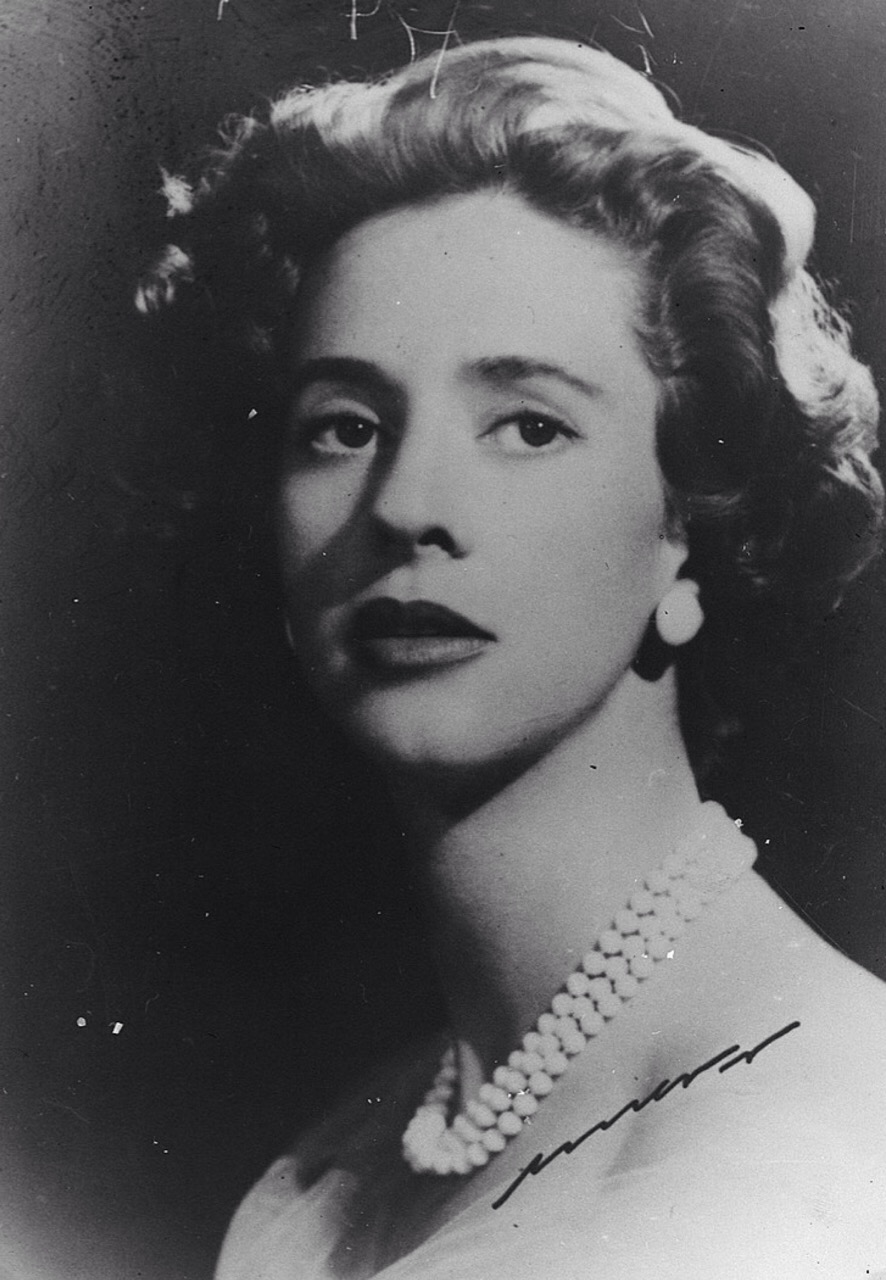
Königin Fabiola († 2014)

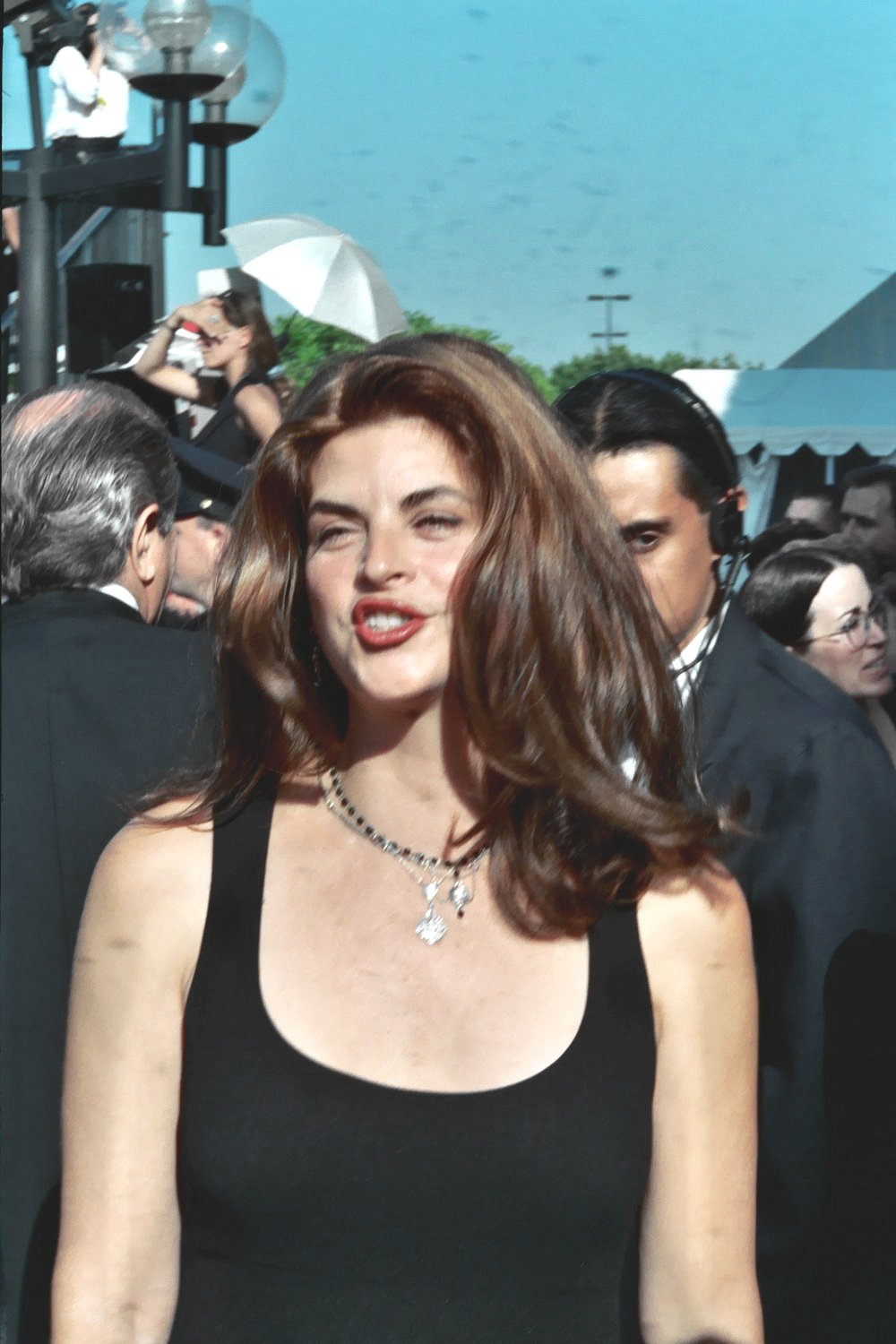
Kirstie Alley († 2022)

- 2001: Anton Benya, österreichischer Politiker
- 2002: Heinrich Wilhelm Ahrens, deutscher Jurist, Kaufmann und Manager
- 2002: Bob Berg, US-amerikanischer Jazzmusiker
- 2002: Ne Win, myanmarischer Politiker
- 2004: Albert E. Kaiser, Schweizer Dirigent und Musikpädagoge
- 2004: Annette Meeuvissen, deutsche Tourenwagenfahrerin
- 2005: Wilfried Bauer, deutscher Fotograf
- 2005: Stephen Mosko, US-amerikanischer Komponist, Dirigent und Musikpädagoge
- 2005: Frits Philips, niederländischer Industrieller
- 2006: David Bronstein, russischer Schachgroßmeister
- 2006: Gernot Jurtin, österreichischer Fußballspieler
- 2006: Basilius Streithofen, deutscher Dominikanerpater, Theologe, Soziologe und Publizist
- 2007: Andrew Imbrie, US-amerikanischer Komponist
- 2007: Karlheinz Stockhausen, deutscher Komponist
- 2007: Hans Rudolf Zöbeley, deutscher Komponist, Chordirigent und Kirchenmusiker
- 2008: Alexius II. Oberhaupt der Russisch-Orthodoxen Kirche
- 2008: George Brecht, US-amerikanischer Fluxus-Künstler
- 2008: Bernd Niestroj, deutscher Fernsehjournalist
- 2009: Alfred Hrdlicka, österreichischer Künstler
- 2009: Jörg Huffschmid, deutscher Wirtschaftswissenschaftler
- 2009: Otto Graf Lambsdorff, deutscher Politiker, MdB, Bundesminister
- 2009: Jack Rose, US-amerikanischer Gitarrist
- 2009: Ludmila Ulehla, US-amerikanische Komponistin, Musikpädagogin und Autorin
- 2010: Alan A. Armer, US-amerikanischer Fernsehproduzent
- 2011: Berni Kelb, deutscher Autor
- 2012: Dave Brubeck, US-amerikanischer Jazz-Pianist
- 2012: Anita Neugebauer, deutsche Fotografin, Galeristin und Sammlerin
- 2012: Oscar Niemeyer, brasilianischer Architekt
- 2013: Günther Förg, deutscher bildender Künstler
- 2013: Barry Jackson, britischer Schauspieler
- 2013: Nelson Mandela, südafrikanischer Anti-Apartheid-Kämpfer, Staatspräsident und Friedensnobelpreisträger
- 2013: Erich Schmeil, deutscher Fußballspieler
- 2013: Colin Wilson, englischer Schriftsteller
- 2014: Fabiola Mora y Aragón, belgische Königin
- 2014: Kees Vlak, niederländischer Komponist
- 2016: Dave Edwards, US-amerikanischer American-Football-Spieler
- 2016: J. Jayalalithaa, indische Schauspielerin und Politikerin
- 2016: Rashaan Salaam, US-amerikanischer American-Football-Spieler
- 2017: Johnny Hallyday, französischer Sänger, Songwriter und Schauspieler
- 2017: Michael I., König von Rumänien
- 2017: Jean d’Ormesson, französischer Schriftsteller
- 2021: Osman Arpacıoğlu, türkischer Fußballspieler
- 2021: Bob Dole, US-amerikanischer Politiker, Senator und Präsidentschaftskandidat
- 2021: Roland Dressel, deutscher Kameramann
- 2021: John Miles, britischer Musiker und Komponist
- 2022: Kirstie Alley, US-amerikanische Schauspielerin
- 2022: Roswitha Dost, deutsche Schauspielerin und Synchronsprecherin
- 2024ː Christel Bodenstein, deutsche Schauspielerin

## Feier- und Gedenktage
- Kirchliche Gedenktage
  - Aloys Henhöfer, deutscher Pfarrer (evangelisch)
  - Hl. Anno II., deutscher Theologe und Bischof (katholisch (nur in Deutschland))
- Namenstage
  - Gerald, Hartwig, Reinhard
- Gedenktage internationaler Organisationen
  - Internationaler Tag des Ehrenamtes (UNO) (seit 1986)
- Staatliche Feier- und Gedenktage
  - Thailand: Geburtstag von König Bhumibol Adulyadej und Vatertag
- Brauchtum
  - Krampustag
  - Nikolausabend
- Weitere Informationen zum Tag
  - Weltbodentag (IUSS)

Weitere Einträge enthält die Liste von Gedenk- und Aktionstagen.